# Mouscron
Mouscron (/mu.kʁɔ̃/ ; en néerlandais : Moeskroen ; en picard : Moucron) est une ville francophone à facilités de Belgique située en Wallonie picarde, également ancien chef-lieu d'arrondissement dans la province de Hainaut. La commune de Mouscron fait partie des communes à facilités linguistiques belges, ici pour les néerlandophones.
Mouscron fait partie du Hainaut Occidental, mais aussi de la région culturelle de la Flandre romane. Le symbole de la ville est le Hurlu, personnage qui écumait les campagnes de la région lors des guerres de Religion et vivait de vols et exactions en tout genre. La Fête des Hurlus ou Fête de la ville est célébrée chaque année lors du premier week-end d'octobre.
La ville a connu un essor important au XIXe siècle et surtout au début du XXe siècle avec le développement de l'industrie textile dans le nord de la France. Ses habitants et habitantes s'appellent les Mouscronnois et les Mouscronnoises. Avec Lille et les villes de l'ancien bassin minier du Nord-Pas-de-Calais, elle intègre aussi un ensemble métropolitain de près de 3,8 millions d'habitants, appelé en France « aire métropolitaine de Lille », qui s'organise autour de Eurométropole Lille-Courtrai-Tournai.

## Géographie
La ville est divisée en sept quartiers, le Centre, la Gare, le Mont-à-Leux, le Tuquet, le Risquons-Tout, le Nouveau-Monde et la Coquinie. Pour être précis, il s'agit des quartiers de la ville de Mouscron, pas du « Grand Mouscron ».
Mouscron est située à 110 kilomètres à l'ouest de Bruxelles, à l'ouest de la province de Hainaut depuis le 1er septembre 1963, à la frontière entre la Belgique et la France. Avant cette date, elle faisait partie de la province de Flandre-Occidentale.
Le territoire de la commune touche à la fois la frontière française, Neuville-en-Ferrain, Tourcoing et Wattrelos et la frontière linguistique, Aalbeke et Rekkem (qui la sépare de la Région flamande). Elle connaît cependant toujours un régime de facilités linguistiques pour les néerlandophones.
Les villes françaises de Roubaix et Lille se trouvent respectivement à 9 et 23 km de Mouscron, les villes néerlandophones de Menin et Courtrai à 11 et 13 km, et la ville francophone de Tournai à 25 km.

### Sections de commune
Elle comptait, au 1er décembre 2023, 60 889 habitants (29 823 hommes et 31 066 femmes), soit une densité de 1 498,99 habitants/km².
Depuis 1976, année de la fusion des communes en Belgique, la commune de Mouscron ou « Grand Mouscron » regroupe les localités suivantes:
| # | Nom        | Superf. (km²). | Habitants (2020). | Habitants par km² | Code INS |
| - | ---------- | -------------- | ----------------- | ----------------- | -------- |
| 1 | Mouscron   | 13,90          | 36.536            | 2.628             | 57096A   |
| 2 | Luingne    | 5,62           | 4.749             | 845               | 57096B   |
| 3 | Herseaux   | 6,78           | 9.082             | 1.340             | 57096C   |
| 4 | Dottignies | 14,32          | 8.359             | 584               | 57096D   |
|   | TOTAL      | 40,62          | 58.710            | 1445,35           | 57096    |

## Environnement
Un aspect original de l'environnement mouscronnois est un jardin de 1 800 m2 planté (à partir des années 1970 avec un objectif d’éducation populaire, qui a évolué vers un principe de potager urbain et presque d'agrosylviculture urbaine de « forêt comestible ») de 2 000 variétés d’arbres et plantes comestibles (néflier du Japon, figuiers, pommiers, pêchers et nashis...), de buissons et plantes grimpantes produisant aussi des fruits comestibles (mûriers, groseilliers...) et herbacées comestibles (ail des ours)...
Ce jardin a fait l'objet d'un documentaire intitulé « La Jungle étroite »,. Le jardin peut être visité et les propriétaires, Josine et Gilbert Cardon, donnent des cours de jardinage (mis en ligne sur YouTube), avec un accès pour les adhérents à une « grainothèque » de plus de 6 500 variétés, parfois rares.
De son côté la ville de Mouscron a offert des poules aux habitants le souhaitant pour les aider à réduire leur production de déchets alimentaires et de cuisine, et initier une certaine dynamique d'économie circulaire.

## Étymologie
Certains documents attestent de Moscheron, dès 1060, ce qui signifie petite (suffixe -eron) terre humide (germanique *muska « humide, moisi », ou roman muscus « mousse, humidité »),.
Ou Mons Ceuteron, dès 944, du nom d’une divinité celtique que les Gaulois vénéraient sur une colline de la région où elle avait un autel. C’est en 1386 que l’on trouve pour la première fois l’orthographe Mouscron.

## Armoiries

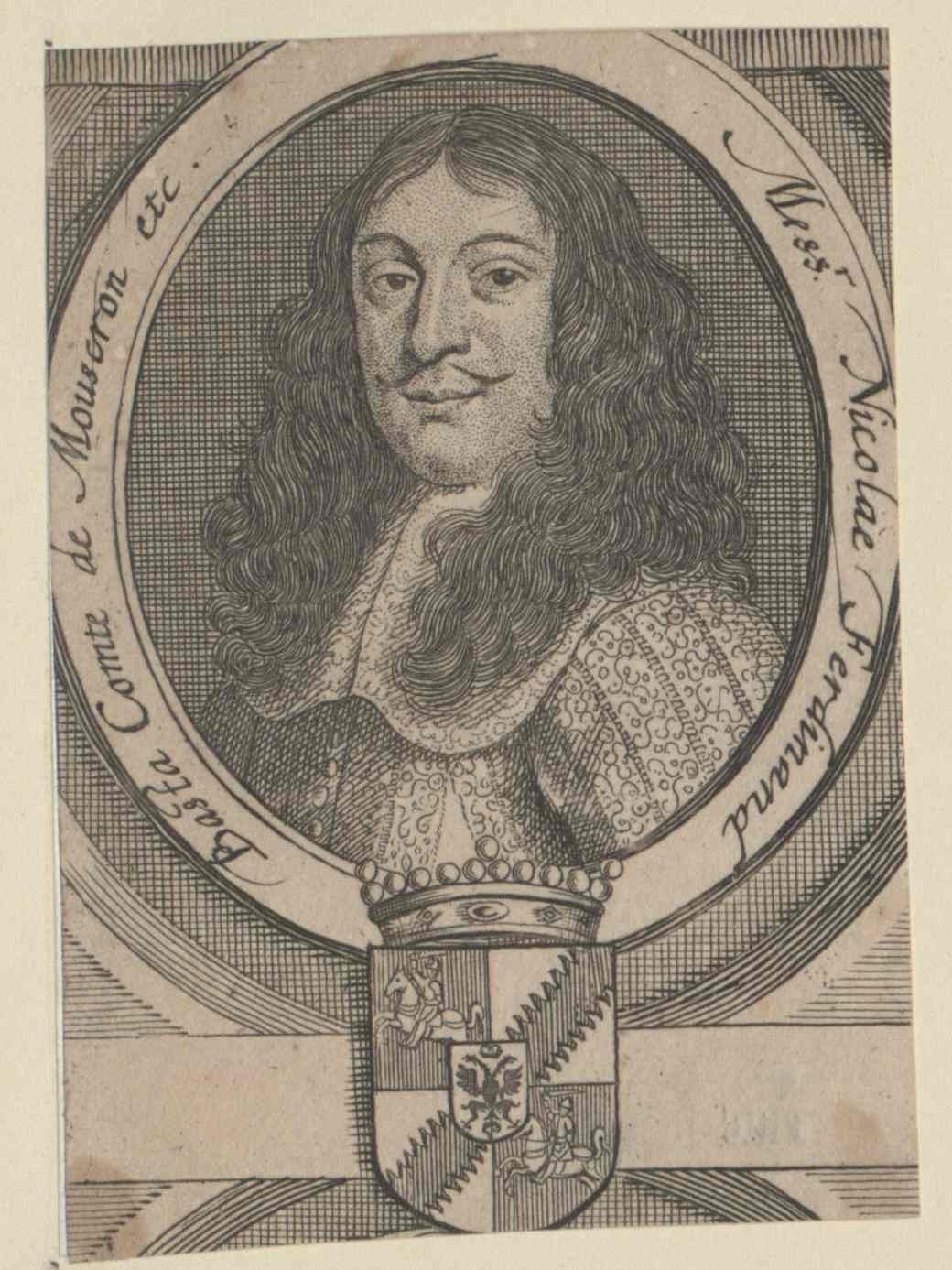
Nicolas-Ferdinand Basta, comte de Mouscron.
Armoiries de Mouscron.
Drapeau de Mouscron Blanc à la barre hérissée de flammes de gueules (rouge).

L'arrêté de l'Exécutif de la Communauté française du 18 décembre 1991 reconnait à la ville de Mouscron l'usage d'armoiries particulières, d'un sceau et d'un drapeau.
Blasonnement : Écartelé aux 1 et 4 de gueules au chevalier armé de toutes pièces d'azur monté sur un cheval cabré d'argent et brandissant une épée de même, aux 2 et 3 d'argent à une barre hérissée de flammes de gueules, sur le tout, d'or à l'aigle bicéphale de sable, becquée, languée, membrée et diadémée de gueules, surmontée de la couronne impériale.
Par un acte daté de son château de Mouscron le 23 septembre 1676, Nicolas-Ferdinand Basta, comte d'Hust et de Mouscron déclare « faire tradition aux bourguemaistre et eschevins de son comté de Mouscron des sceaux de ses armes, pour à l'advenir et dèz à présent leur en servir aux actes judiciaires collégialement délibéréz et par eux despéchéz ou à despécher par leur ordonnance ».

En 1885, le conseil communal souhaita doter la commune des armoiries Basta, en invoquant le document de 1676, mais cette requête fut refusée car l'archiviste général n'admettait pas d'armoiries familiales pour les communes.

L'administration communale utilisa donc ces armoiries officieusement jusqu'à leur concession effective.

## Histoire

### DuXIeauXVIIIesiècle

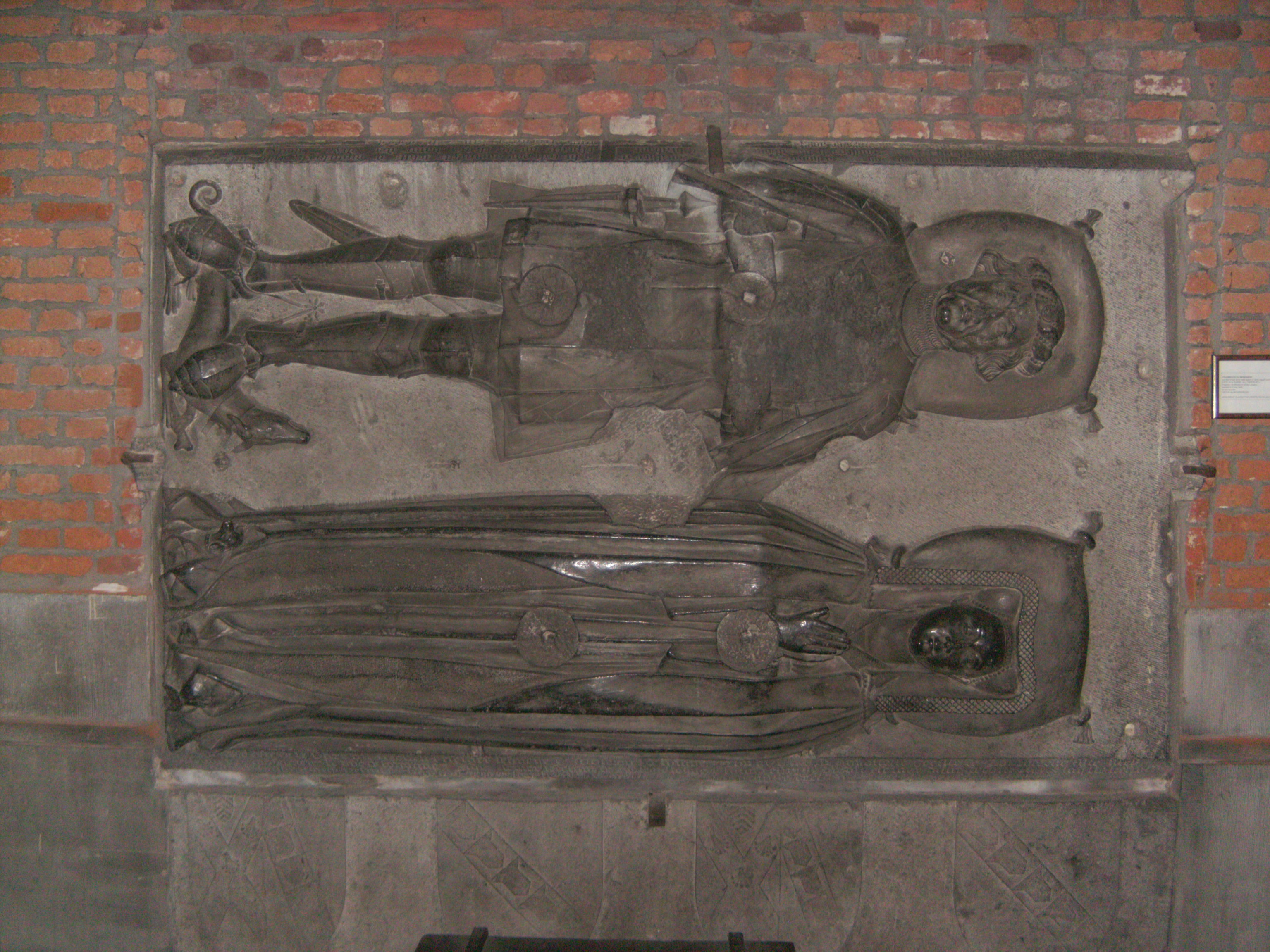
Monument funéraire d'Oste de la Barre, Seigneur de Mouscron (vers 1380-1446) et de sa seconde épouse, Cécile de Mourkercke (vers 1400-1462). Transept droit de l'église Saint-Barthélémy.

Le comte de Flandre attribue, à la collégiale Saint-Pierre de Lille, des terres de Mouscron en l'an 1066. L'abbaye Saint-Barthélemy de l'Eeckhout de Bruges, propriétaire de l'autel de Mouscron, à l'origine de la paroisse, le céda par échange à l'abbaye Saint-Martin de Tournai en 1149 avec une partie des dîmes qui appartenaient au chapitre cathédral de Tournai. Mouscron qui faisait partie de la châtellenie de Courtrai devint territoire français entre les traités d'Aix-la-Chapelle en 1668 et de Nimègue en 1678 puis revint aux Provinces Unies après le traité d'Utrecht de 1713. Mouscron était alors partagé par trois seigneuries : la seigneurie de Mouscron relevant de la cour féodale d'Harelbeke, la seigneurie du fief du Val dépendant de Warcoing, et la seigneurie de Saint-Pierre de Lille.

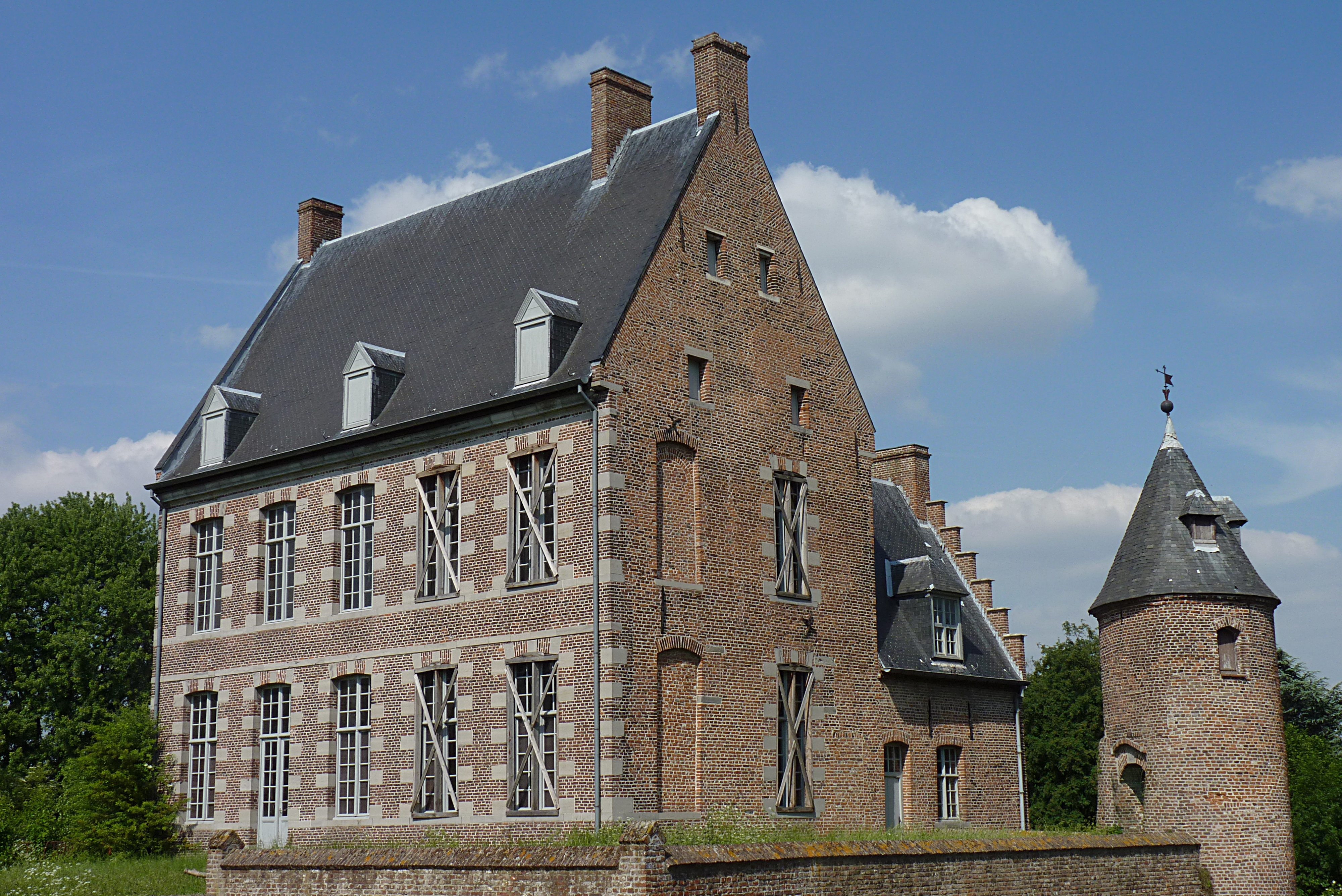
Château des Comtes, vestige de la demeure seigneuriale.

Les seigneurs d'Audenarde (1154-1243), branche cadette de la maison de Louvain, étaient en possession de la seigneurie de Mouscron qui s'étendait sur la presque totalité de la paroisse. Le 19 janvier 1332, Béatrice de Louvain vendit Mouscron à un bourgeois tournaisien, Bernard de la Barre, pour la somme de 1 400 livres parisis. Le domaine passa par mariage aux Liedekerke en 1592. L'un d'eux, Ferdinand, baron de Hucle, acquit le privilège le 12 octobre 1627 de voir sa seigneurie instaurée en comté par le roi d'Espagne Philippe IV. Faute de descendance directe, Mouscron passa en 1645 aux mains des Basta. Par l'intermédiaire du mariage d'Hippolyte d'Ennetières avec Alexandrine Françoise Basta le 1er janvier 1681, la seigneurie fut transférée aux Marquis d'Ennetières en 1682. Cette famille s'éteignit avec la mort de Frédéric d'Ennetières au château de Duras (province de Limbourg) le 23 juillet 1875. À la suite de la confiscation de la ferme des Ramées transformée alors en demeure seigneuriale, la seigneurie de Mouscron, ensemble de terres et de fiefs au XIVe siècle, vit apparaître son château aux alentours de 1430, le château des Comtes. Petit à petit, ses propriétaires acquirent tous les fiefs situés sur la paroisse, dont, en 1481, celui du Val. La fin du XVe siècle se singularisa par des guerres qui marquèrent Mouscron et toute la région, qui dut subir les attaques et les saccages de la garnison de Tournai. Ce sont les guerres de religion de la fin du XVIe siècle qui permirent aux Hurlus d'accaparer un court moment du château en 1579. La seconde moitié du XVIIe siècle, fut dramatique pour le village qui souffrit beaucoup des guerres de Louis XIV. Il s'y déroula le 29 avril 1794 une bataille entre Français du général Pichegru et Autrichiens du général Clerfayt. Le dernier évènement guerrier que vit Mouscron, nonobstant l'occupation allemande lors des deux guerres mondiales, reste l'échauffourée du Risquons-Tout en 1848.

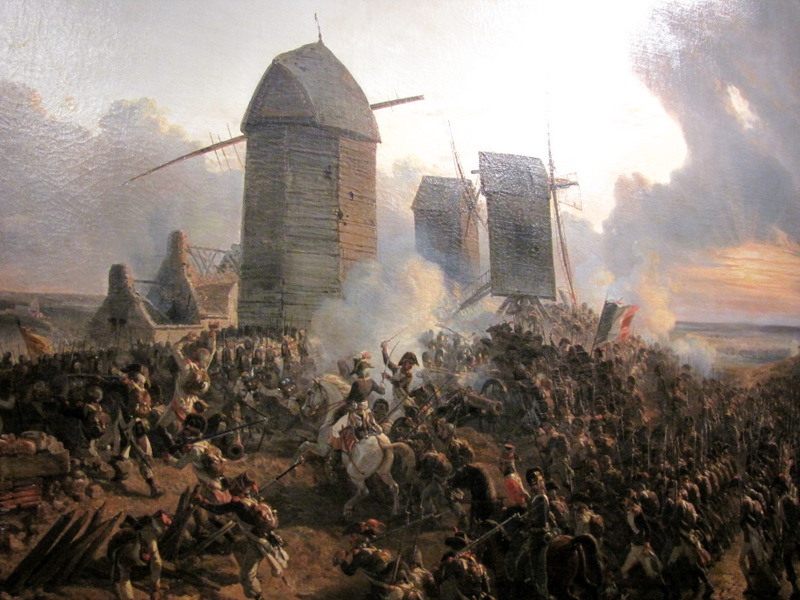
Charles Mozin, La Bataille de Mouscron (1794), château de Versailles.

Jusqu'au milieu de XVIIIe siècle, Mouscron restera un village agricole. L'industrie textile ne prendra son extension qu'en 1769, quand Lille interdira la fabrication du molleton, un tissu fabriqué à partir d'un mélange de lin et de laine, aux Roubaisiens et aux Tourquennois, qui prendront la route vers les Pays-Bas autrichiens. Il est à souligner que cette fabrication est autorisée à Mouscron depuis 1758.
Un arrêté du comité de salut du 31 août 1795, réglemente le statut administratif de la Belgique. Mouscron fera partie du canton judiciaire de Bellegem et du département de la Lys.

### DuXIXesiècleà 1945
L'activité textile prendra une plus grande importance entre 1800 et 1815, elle s'ouvrira alors au coton. Vers 1850, le manque de main-d'œuvre dans le nord de la France attirera un grand nombre d'ouvriers flamands à Mouscron. C'est, vers 1890-1900 et entre les deux guerres mondiales, que des patrons français investissent sur place et construisent filatures et usines de tapis. Cela aura pour effet de fixer une importante partie des très nombreux travailleurs frontaliers du côté belge. Par le biais de cette industrie, Mouscron gardera, sur le plan économique, une place prépondérante.
En 1910 la statistique indique que 7 318 personnes de Mouscron, Dottignies, Herseaux et Luingne passent quotidiennement la frontière pour aller travailler dans l'industrie du Nord, pour le plus grand nombre dans l'industrie textile. Plus de 5 000 travailleurs rien que pour Mouscron font cette navette.
L'expansion démographique de l'entre-deux-guerres suscite l'évêché de Bruges à continuer d'augmenter le nombre de paroisses et érige même en 1932 la région de Mouscron en doyenné.
Pendant  la Seconde Guerre mondiale, entre le 22 et le 27 mai 1940, des duels d’artillerie et des combats opposent soldats britanniques et allemands dans le quartier du Risquons-Tout. 15 Britanniques, 10 Allemands et 5 civils y sont tués. Un mémorial situé près du cimetière du Risquons-Tout rappelle cet évènement, il est inauguré le 26 mai 1990, et est composé d'une pierre et d'un Bren Gun Carrier Mark 1.
Le village rural traditionnel se verra bien sûr modifié radicalement par cette expansion. C'est entre 1919 et 1939 que des quartiers urbains entiers surgissent de terre, exigeant par cela une nouvelle structure socio-culturelle.

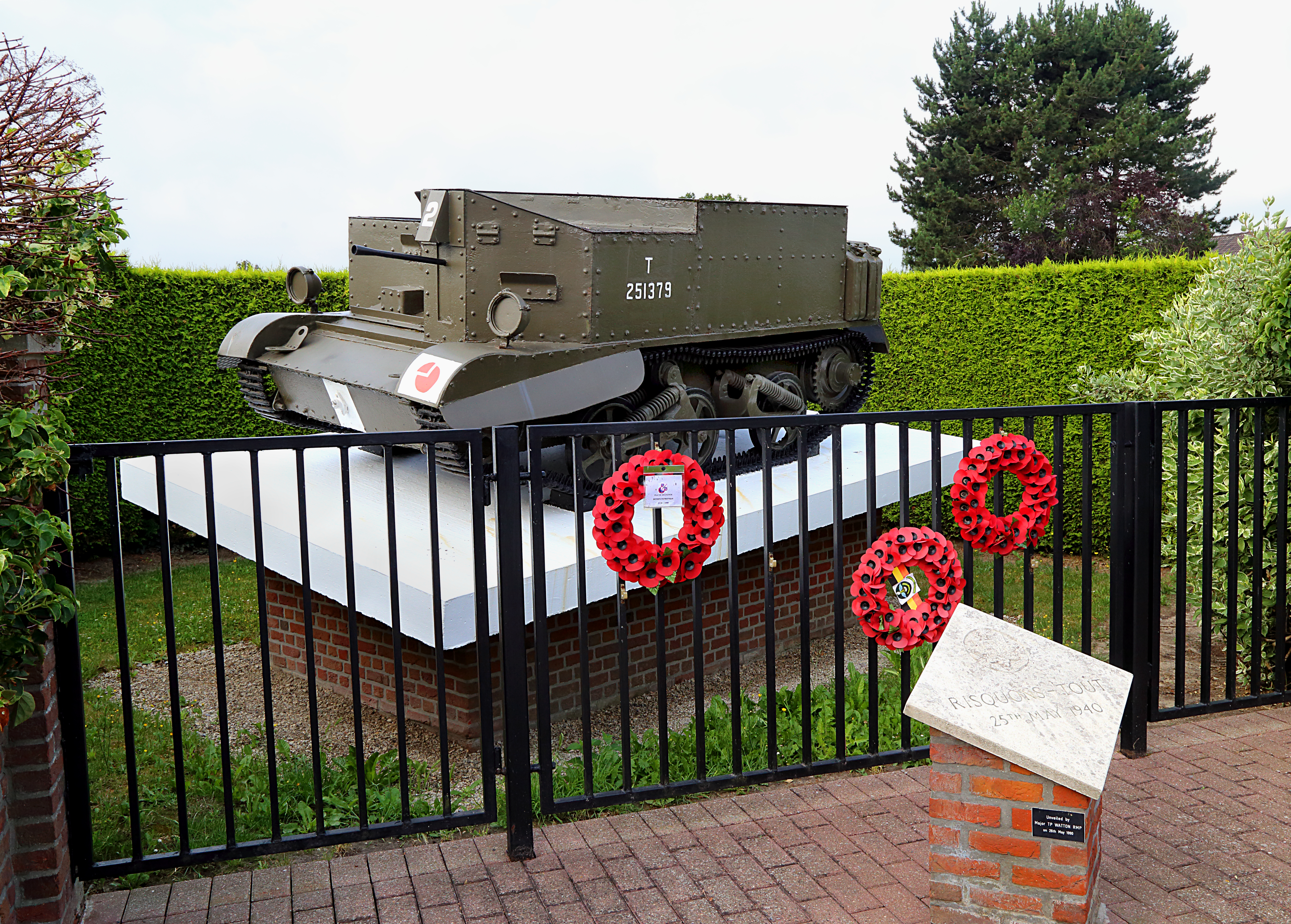
Le mémorial, rue du purgatoire au Risquons-Tout.

Quelques moments de la vie de la cité :
- En 1872, le bourgmestre Julien Mullier-Blangny et deux échevins décident que Mouscron devient une ville, mais c'est par une loi du 20 mars 1986 que ce titre lui sera  officiellement attribué[19].

- Le cimetière du Centre situé entre la rue de Menin et la rue des Feux-Follets est inauguré le 1er mai 1890, celui du Mont-à-Leux, rue de l'Âtre en 1891.
- Fin 1899, ouverture de l'abattoir public rue de Menin.
- L'hôpital civil de l'avenue Royale devient opérationnel en 1910.
- L'école de musique, qui en 1919 prendra l'appellation Académie de musique, est fondée le 11 novembre 1912.
- Le premier cinéma ouvre ses portes rue de la Marlière le 18 août 1913, il se nomme Le vieux Mouscron qui deviendra par la suite le Studio 31, celui-ci fermera en avril 2001. Le cinéma rouvre le 20 avril 2013 avec pour nom, le For&Ver[20].
- Inauguration du monument aux morts, œuvre de Firmin Ollivier d'Avelgem, sur la Grand-Place le 13 mai 1923.
- Le 1er septembre 1944, c'est le jour du départ des soldats allemands de Mouscron[15].

### Après la guerre à aujourd'hui

#### Résultats des recensements linguistiques (total pour la commune de Mouscron)
Langues connues
| Année | uniq. NL Nombre | NL & FR Nombre | uniq. FR Nombre | FR & D Nombre | uniq. D Nombre | D & NL Nombre | NL & F & D Nombre | Aucune Nombre | uniq. NL Part | NL & FR Part | uniq. FR Part | FR & D Part | uniq. D Part | D & NL Part | NL& FR & D Part |
| ----- | --------------- | -------------- | --------------- | ------------- | -------------- | ------------- | ----------------- | ------------- | ------------- | ------------ | ------------- | ----------- | ------------ | ----------- | --------------- |
| 1846  | 831             |                | 12 882          |               | 0              |               |                   |               | 6,1 %         |              | 93,9 %        |             | 0,0 %        |             |                 |
| 1866  | 2 049           | 1 488          | 11 860          | 4             | 1              | 0             | 0                 | 0             | 13,3 %        | 9,7 %        | 77,0 %        | 0,0 %       | 0,0 %        | 0,0 %       | 0,0 %           |
| 1880  | 1 517           | 5 653          | 11 025          | 17            | 1              | 0             | 6                 | 0             | 8,3 %         | 31,0 %       | 60,5 %        | 0,1 %       | 0,0 %        | 0,0 %       | 0,0 %           |
| 1890  | 1 792           | 6 706          | 13 554          | 21            | 5              | 0             | 11                | 4             | 8,1 %         | 30,4 %       | 61,4 %        | 0,1 %       | 0,0 %        | 0,0 %       | 0,0 %           |
| 1900  | 3 202           | 10 507         | 13 578          | 18            | 0              | 0             | 24                | 1 444         | 11,7 %        | 38,4 %       | 49,7 %        | 0,1 %       | 0,0 %        | 0,0 %       | 0,1 %           |
| 1910  | 2 474           | 14 104         | 16 528          | 55            | 0              | 1             | 43                | 1 517         | 7,5 %         | 42,5 %       | 49,8 %        | 0,2 %       | 0,0 %        | 0,0 %       | 0,1 %           |
| 1920  | 2 923           | 13 913         | 17 357          | 23            | 2              | 1             | 36                | 1 564         | 8,5 %         | 40,6 %       | 50,7 %        | 0,1 %       | 0,0 %        | 0,0 %       | 0,1 %           |
| 1930  | 5 829           | 18 614         | 21 081          | 30            | 6              | 4             | 83                | 1 968         | 12,8 %        | 40,8 %       | 46,2 %        | 0,1 %       | 0,0 %        | 0,0 %       | 0,2 %           |
| 1947  | 3 979           | 20 792         | 24 994          | 99            | 6              | 30            | 666               | 1 679         | 7,9 %         | 41,1 %       | 49,4 %        | 0,2 %       | 0,0 %        | 0,1 %       | 1,3 %           |

Langue exclusivement ou le plus fréquemment parlée.
| Année | NL Nombre | FR Nombre | D Nombre | NL Part | FR Part | D Part |
| ----- | --------- | --------- | -------- | ------- | ------- | ------ |
| 1910  | 8 725     | 24 471    | 9        | 26,3 %  | 73,7 %  | 0,0 %  |
| 1920  | 8 002     | 26 251    | 2        | 23,4 %  | 76,6 %  | 0,0 %  |
| 1930  | 13 869    | 31 765    | 13       | 30,4 %  | 69,6 %  | 0,0 %  |
| 1947  | 10 843    | 39 702    | 14       | 21,4 %  | 78,5 %  | 0,0 %  |

#### Transfert à la province de Hainaut
En 1962, les travaux de la commission ont abouti à la loi sur la fixation de la frontière linguistique proposée par le ministre de l'Intérieur, Arthur Gilson, selon laquelle Mouscron et Comines-Warneton seraient officiellement francophones avec facilités linguistiques pour la communauté néerlandophone, mais resteraient une partie de la province néerlandophone de Flandre-Occidentale. La même solution a été proposée pour les municipalités de Fourons où les municipalités resteraient une partie de la province de la province francophone de Liège mais deviendraient des municipalités néerlandophones avec des facilités pour les francophones,.
Après un débat acharné au parlement, cette proposition de loi a été approuvée, mais sous réserve de l'amendement selon lequel Mouscron et Comines-Warneton feraient partie de la province francophone du Hainaut et Fourons de la province néerlandophone du Limbourg. Cet amendement a été introduit par Paul Gruselin, qui voulait transférer les villes flamandes à majorité francophone qu'étaient Comines-Warneton et Mouscron à la province wallonne du Hainaut et a proposé de transférer la région de Fourons à la province néerlandophone du Limbourg à titre de compensation,.
Pour comprendre cette réaction spontanée des socialistes liégeois et mouscronnois, il faut tenir compte du fait que les 75 000 habitants de Mouscron-Comines apportaient un siège de député tandis que les 4 000 habitants des Fourons étaient loin d'en valoir autant et que l'on peut déduire des résultats des recensements linguistiques que la région mouscronnoise devenait lentement bilingue.
Ce passage de la province de Flandre-Occidentale à la province de Hainaut a été mal accueilli par de nombreux habitants à Comines-Warneton et Mouscron où une majorité d'habitants souhaitaient rester dans la province de Flandre-Occidentale. D'autres habitants souhaitaient être rattachés au Hainaut, province majoritairement francophone, tout comme l'était déjà Tournai et ce bien qu'ils aient partagé une histoire commune avec les autres régions de l'ancien Comté de Flandre tout en faisant partie de la sous-région appelée la  Wallonie picarde.
Le rattachement officiel à la province de Hainaut fut opéré en 1963, lors de la fixation de la frontière linguistique. Cette même année, Mouscron est devient la première ville du Hainaut par le nombre de ses habitants avant les fusions de communes de 1977. Avec la création des régions par la première réforme de l’État belge au début des années 1970, Mouscron devient une ville de la région wallonne. La deuxième réforme de l'État belge met en place les communautés linguistiques dans les années 1980 et la ville fait, depuis lors, partie de la communauté française de Belgique.
En 1977, Mouscron fusionne avec Dottignies, Herseaux et Luingne pour former le territoire actuel de la commune tout en gardant son titre de ville. Aujourd'hui, l'agglomération de Mouscron forme une conurbation avec la métropole européenne de Lille.

## Population et société

Le « Grand Mouscron » et ses quatre sections correspondant aux anciennes communes fusionnées (I : Mouscron • II : Luingne • III : Herseaux • IV : Dottignies).

### Démographie
- Évolution de la population entre 1740 et 1990[15]

- 1740   2 800 habitants
- 1765   2 901 (pour 636 maisons)
- 1800   3 644
- 1807   4 500
- 1815   4 860
- 1830   5 540
- 1846   5 175 (5 hab. par ha.)
- 1866   7 644 (6 hab. par ha.)
- 1878   10 404
- 1890   13 764
- 1900   19 366
- 1910   22 515
- 1914   23 570
- 1918   22 995
- 1930   33 000 (8 507 maisons)
- 1934   35 628
- 1939   35 976 (10 705 maisons)
- 1944   35 148 (10 658 maisons)
- 1955   36 202
- 1965   37 746 (point culminant avant la fusion)
- 1976   37 200 (avant la fusion des communes)
- 1977   54 551 (après la fusion des communes)
- 1985   54 015
- 1990   53 648
- 2006   52 825
- 2017   57 773
- 2018   58 234
- 2019   58 436
- 2020   58 710

Mouscron était la ville la plus peuplée du Hainaut avant la fusion des communes en 1977.

### Démographie: Avant la fusion des communes
- Source: DGS recensements population

### Démographie: Commune fusionnée
En tenant compte des anciennes communes entraînées dans la fusion de communes de 1977, on peut dresser l'évolution suivante :
Les chiffres des années 1831 à 1970 tiennent compte des chiffres des anciennes communes fusionnées.
- Source: DGS , de 1831 à 1981=recensements population; à partir de 1990 = nombre d'habitants chaque 1er janvier[26]

### Enseignement

#### Primaire
- Athénée Royal Thomas Edison de Mouscron
- École communale Raymond Devos
- École Immersive français/néerlandais (maternelles et primaires)
- École Saint Dominique Savio (pédagogie PNL)
- École maternelle et primaire évangélique L'Arche
- Collège Sainte-Marie
- École libre du Mont-à-Leux
- Institut les Bengalis
- École Champ d'oiseaux
- École Saint-Charles Luingne
- École Saint-Charles Dottignies
- École Saint-Exupéry
- École Saint Jean-Baptiste Herseaux
- École Sainte Famille Le Tuquet
- Institut du Sacré-Cœur
- Écoles Saint-Paul et Saint-Maur
- Institut des Frères Maristes
- École libre du Christ-Roi
- École des Sports
- Centre éducatif européen "École immersive"
- École communale de Dottignies
- École communale de Luingne
- Site éducatif Pierre de Coubertin

#### Secondaire
- Institut Saint-Charles Dottignies et Luingne
- Athénée Royal Thomas Edison de Mouscron
- Collège d'Enseignement Technique Saint-Henri
- Collège Sainte-Marie
- Institut des Frères Maristes
- Institut du Sacré-Cœur
- Institut Communal d'Enseignement Technique (I.C.E.T.)
- Institut d'Enseignement Spécialisé "Le TREMPLIN"

#### Supérieur
- Haute École Provinciale du Hainaut Condorcet (comptabilité et immobilier)
- Haute École Louvain en Hainaut (études d'infirmerie et en secrétariat de direction)

## Administration et politique

### Résultats des élections
Résultats des élections et répartitions des sièges au conseil communal depuis la fusion des communes (1977) et la création du « Grand Mouscron ».
| Résultats des élections de 1976 | Résultats des élections de 1976 | Résultats des élections de 1976 |
| ------------------------------- | ------------------------------- | ------------------------------- |
| Parti                           | Voix (32 678)                   | Sièges                          |
| PSC                             | 13 520 (41,37 %)                | 17                              |
| PS                              | 9 034 (27,65 %)                 | 11                              |
| DC                              | 4 118 (12,60 %)                 | 4                               |
| PCB                             | 3 363 (10,29 %)                 | 3                               |
| PRL                             | 2 213 (6,37 %)                  | 2                               |

| Résultats des élections de 1982 | Résultats des élections de 1982 | Résultats des élections de 1982 |
| ------------------------------- | ------------------------------- | ------------------------------- |
| Parti                           | Voix (31 700)                   | Sièges                          |
| PSC                             | 14 095 (44,46 %)                | 20                              |
| PS                              | 10 460 (33,00 %)                | 14                              |
| PRL                             | 2 399 (7,57 %)                  | 2                               |
| Ecolo                           | 2 001 (6,31 %)                  | 1                               |

| Résultats des élections de 1988 | Résultats des élections de 1988 | Résultats des élections de 1988 |
| ------------------------------- | ------------------------------- | ------------------------------- |
| Parti                           | Voix (31 635)                   | Sièges                          |
| PSC                             | 16 209 (51,24 %)                | 21                              |
| PS                              | 10 879 (34,39 %)                | 13                              |
| Ecolo                           | 2 478 (7,83 %)                  | 2                               |
| PRL                             | 1 076 (5,39 %)                  | 1                               |

| Résultats des élections de 1994 | Résultats des élections de 1994 | Résultats des élections de 1994 |
| ------------------------------- | ------------------------------- | ------------------------------- |
| Parti                           | Voix (30 478)                   | Sièges                          |
| PSC                             | 10 599 (34,78 %)                | 15                              |
| PS                              | 8 119 (26,64 %)                 | 11                              |
| Ecolo                           | 4 613 (15,14 %)                 | 5                               |
| PRL                             | 3 495 (11,47 %)                 | 4                               |
| ADM                             | 1 711 (5,61 %)                  | 1                               |
| Agir                            | 1 509 (4,95 %)                  | 1                               |

| Résultats des élections de 2000 | Résultats des élections de 2000 | Résultats des élections de 2000 |
| ------------------------------- | ------------------------------- | ------------------------------- |
| Parti                           | Voix (30 230)                   | Sièges                          |
| PSC                             | 11 586 (38,33 %)                | 15                              |
| PS                              | 7 999 (26,46 %)                 | 10                              |
| Ecolo                           | 5 014 (16,59 %)                 | 6                               |
| PRL-MCC                         | 4 255 (14,08 %)                 | 5                               |
| FNB                             | 1 376 (4,55 %)                  | 1                               |

| Résultats des élections de 2006 | Résultats des élections de 2006 | Résultats des élections de 2006 |
| ------------------------------- | ------------------------------- | ------------------------------- |
| Parti                           | Voix (30 762)                   | Sièges                          |
| Cdh                             | 13 457 (43,75 %)                | 17                              |
| PS                              | 9 591 (31,18 %)                 | 12                              |
| MR                              | 4 058 (13,19 %)                 | 4                               |
| Ecolo                           | 3 656 (11,88 %)                 | 4                               |

| Résultats des élections de 2012 | Résultats des élections de 2012 | Résultats des élections de 2012 |
| ------------------------------- | ------------------------------- | ------------------------------- |
| Parti                           | Voix (29 461)                   | Sièges                          |
| Cdh                             | 13 416 (45,54 %)                | 19                              |
| PS                              | 7 854 (26,66 %)                 | 10                              |
| MR                              | 4 251 (14,43 %)                 | 5                               |
| Ecolo                           | 3 055 (10,37 %)                 | 3                               |

| Résultats des élections de 2018 | Résultats des élections de 2018 | Résultats des élections de 2018 |
| ------------------------------- | ------------------------------- | ------------------------------- |
| Parti                           | Voix (28 921)                   | Sièges                          |
| Cdh                             | 13 723 (47,45 %)                | 19                              |
| PS                              | 5 044 (17,44 %)                 | 6                               |
| Ecolo                           | 4 787 (16,55 %)                 | 6                               |
| MR                              | 3 929 (13,59 %)                 | 5                               |
| PP                              | 1 438 (4,97 %)                  | 1                               |

| Résultats des élections de 2024 | Résultats des élections de 2024 | Résultats des élections de 2024 |
| ------------------------------- | ------------------------------- | ------------------------------- |
| Parti                           | Voix (28 838)                   | Sièges                          |
| Les Engagés                     | 9 324 (32,33 %)                 | 13                              |
| PTB                             | 5 909 (20,49 %)                 | 8                               |
| MR                              | 4 967 (17,22 %)                 | 6                               |
| PS                              | 4 040 (14,01 %)                 | 5                               |
| Ecolo                           | 3 137 (10,88 %)                 | 4                               |
| Chez Nous                       | 1 461 (5,07 %)                  | 1                               |

### Conseil et collège communal 2024-2030
| Collège communal   |                            |             |
| ------------------ | -------------------------- | ----------- |
| Bourgmestre        | Ann Cloet                  | Les Engagés |
| 1er Échevin        | Pascal Van Gysel           | Les Engagés |
| 2e Échevin         | Laurent Harduin            | Les Engagés |
| 3e Échevin         | David Vaccari              | MR          |
| 4e Échevin         | Simon Varrasse             | Ecolo       |
| 5e Échevine        | Caroline De Winter-Gadenne | Ecolo       |
| 6e Échevine        | Anne-Sophie Rogghe         | Ecolo       |
| 7e Échevin         | Cédric Jouen               | MR          |
| Présidente du CPAS | Kathy Valcke-Piers         | Les Engagés |

### Liste des bourgmestres
Sous les DE LIEDEKERKE 1592-1645 :
- Jean le Febvre	1625-1629
- Pierre Duquesne 1629-1634
- Michel Mulier 1634-1637
- Pierre Duquesne 1637-1643

Sous les BASTA 1645-1682 :
- Philippe Tiberghien 1643-1651
- Jean Desplancques 1651-1654
- Antoine de Bungne 1654-1656
- Jean le Veugle 1656-1660
- Guillaume Liebert 1660-1665
- Jacques Duquesne 1665-1667
- Guillaume Liebert 1667-1669
- Antoine Callens 1675-1677

Sous les D'ENNETIERES 1682-1794 :
- Jacques Duquesne 1678-1691
- Pierre Stock 1691-1696
- Jacques Duquesne 1696-1701
- Rogier Dumortier 1701-1711
- Antoine du Jardin 1711-1713
- Robert-Claude Hollebecque 1713-1716
- Jean-Philippe Selosse 1716-1717
- Nicolas le Chantre 1717-1721
- Jean-Baptiste Odou 1721-1724
- Pierre-Philippe Braye 1724-1727
- Pierre-Philippe Escrohart 1727-1732
- Jean-François Vanoverschelde 1732-1735
- Pierre Mullier 1735-1746
- Jean-Baptiste Lechantre 1746-1748
- Jean-Baptiste Masquelie 1748-1754
- Pierre Mullier 1754-1758
- Blaise Tiberghien 1758-1762
- Pierre Hollebecq 1762-1765
- Blaise Tiberghien 1765-1767
- Pierre Hollebecq 1767-1782
- Jean-Baptiste Odou 1782-1794

- Pierre Lecroart 1798-1799 (maire provisoire)
- Dominique Vanoverschelde 1799-1801
- Pierre Lecroart 1801-1801
- Antoine Joseph Jacquart 1801-1801 (maire provisoire)
- Jean-Baptiste Demyttenaere 1801-1812
- Louis François Joseph Delaoutre 1813-1825
- Benoît Delanglez 1826-1826 (maire intérimaire)
- Fréderic Dussolier 1826-1830
- Jacques François Braye 1830-1863 Parti catholique
- Jean-Baptiste Saffre 1863-1872 Parti libéral
- Julien Mullier-Blangny 1872-1879 Parti catholique
- Louis Dassonville 1879-1886 Parti libéral
- Henri Dubiez 1886-1891 Parti catholique
- Floris Mulliez 1894-1900 Parti catholique
- Aloïs Den Reep 1900-1921 Parti catholique
- Joseph Vandevelde 1921-1938 & 1953-1958 PSB
- Omer Vandenberghe 1938-1952 PSC-CVP
  - Léonce Busschaert Parti catholique 1940-1941 bourgmestre faisant fonction
  - Silvirius (dit Silvère) Derveaux 1941-1944 nommé par le V.N.V. Vlaams Nationaal Verbond, faisant fonction
- Robert Devos 1959-1979 PSC[15].
- Jean-Pierre Detremmerie 1980-2006 PSC-CDH
- Alfred Gadenne	2006-2017 CDH
- Brigitte Aubert 2017 - 2024 CDH - Les Engagés
- Ann Cloet 2024 -  Les Engagés

## Patrimoine et culture

### Architecture religieuse
Par ordre chronologique de construction :
- L'église Saint-Barthélémy
- L'église Saint-Amand, Quartier de Luingne, construite en 1849, de style néogothique.
- L'église de la Conversion de Saint-Paul, Quartier du Risquons-Tout. La paroisse existe depuis 1867. Pour des raisons financières l'église est construite en deux fois. Le chœur et la nef centrale en 1868-1869, l'autre moitié en 1875-1876. L'église est consacrée le 3 juillet 1883, le culte y est célébré depuis le 29 juin 1869[31].

- L'Église du Sacré-Cœur de Jésus. Quartier de la Gare. La paroisse est créée le 1er septembre 1961. La chapelle des Pères Barnabites, aujourd'hui église paroissiale est ouverte au culte en 1887 et consacrée le 9 juillet 1891. Souvent appelée « l'église des Pères »[31].

- L'Église Saint-Antoine de Padoue. Quartier du Mont-à-Leux. Elle est construite en 1890 d'après les plans de deux architectes gantois[32]. Elle est consacrée le 22 septembre 1902. La paroisse naît en 1883 mais n'est reconnue qu'en 1886, le culte y est alors célébré dans une chapelle[31].

- L'Église de la Sainte Famille Quartier du Tuquet. Quartier du Tuquet. La première pierre fut posée le 23 mars 1903[32]. L'église est consacrée le 30 septembre 1907. La paroisse est créée en 1896. La chapelle du « Refuge » assure le culte de 1896 à 1904[31].

- L'Église du Bon Pasteur. Quartier du Nouveau-Monde. La paroisse voit le jour en 1932. Une chapelle provisoire est inaugurée le 27 août 1933. L'église est construite entre 1938 et 1940 et accessible au culte le 20 octobre 1940[31].

- L'Église de Notre-Dame de la Paix, Quartier La Coquinie.

### Architecture civile et parc

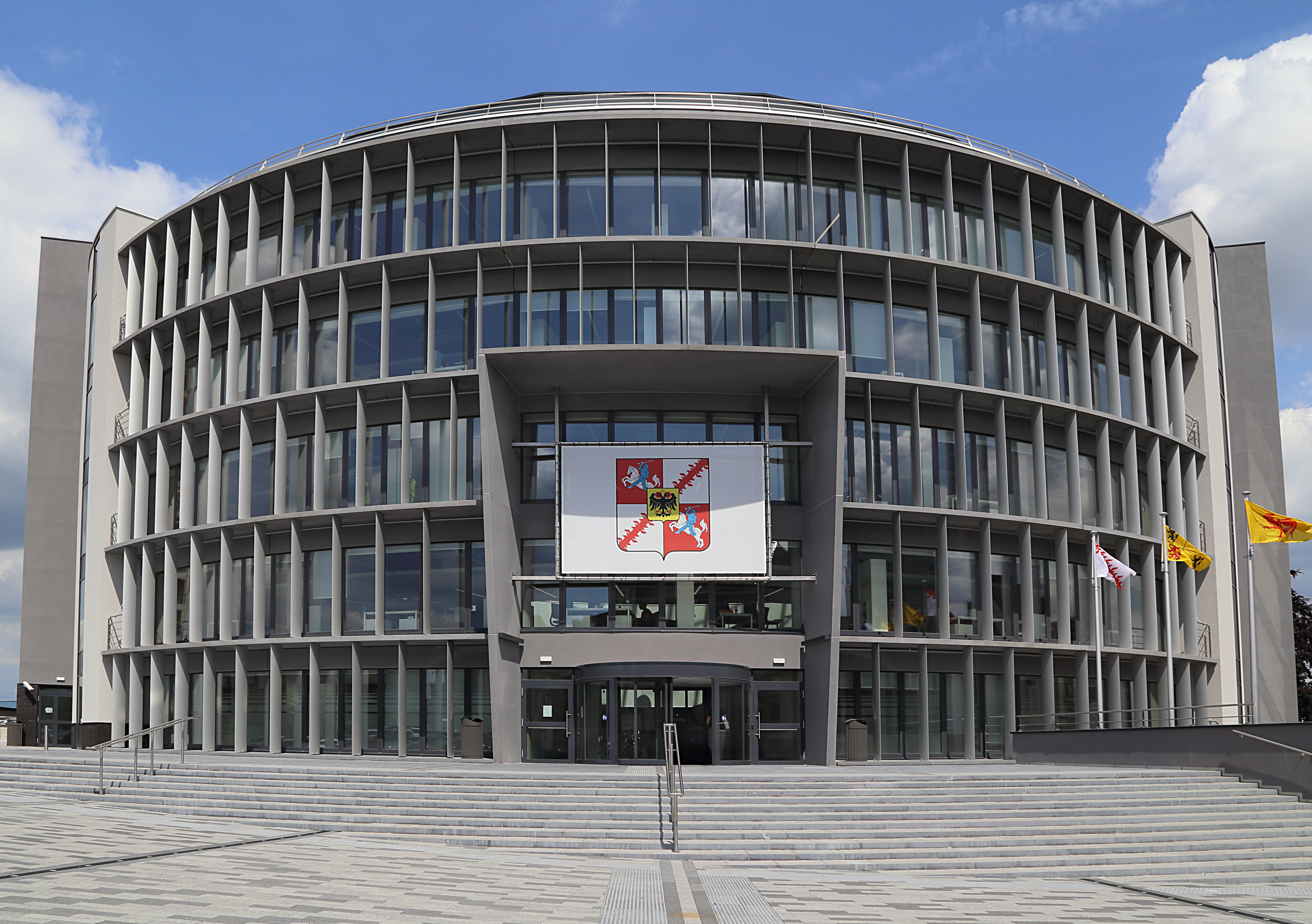
Le Centre administratif.

- Le château des comtes, construit entre le XIVe et le XVe siècle. Quatre grandes familles de Seigneurs s'y succédèrent durant 6 siècles et deux événements historiques importants qui lui sont liés, restent aujourd'hui gravés dans la tradition et le folklore local : Charles Quint y logea lors d'une visite à Mouscron et les célèbres « Hurlus », adeptes de Luther (guerres de religion), gueux qui pillèrent la région[33], occupèrent le château durant trois mois, le vidant de son mobilier. Aujourd'hui, de ce vaste domaine subsistent encore sa « gentilhommière » de style tournaisien, une basse cour délimitée de vestiges de dépendances des XVIe et XVIIe siècles et un site agrémenté de douves.
- Deux ans et demi s'écoulent entre la décision de principe de la construction d'un hôtel de ville le 25 janvier 1887 et son inauguration le 13 juillet 1890. Le style présenté par l'architecte brugeois René Buyck (nl) peut être défini néo-gothique de la Flandre maritime. Le bâtiment est remarquable par l'harmonie de ses proportions, les jeux de la pierre blanche de France et de la brique, et la finesse de ses sculptures[15].
- Maison Picarde, aujourd'hui ne subsistent que la salle de danse et les bureaux : l'actuelle Maison Picarde dont l'architecte est Martial Rémi (1879-1938). L'intérieur de ce bâtiment érigé entre 1922 et 1923 vaut aussi le détour. En effet les faïences peintes qui ornent la salle du premier étage ont été classées : elles représentent des scènes bucoliques d'édification et portent au pinacle les valeurs proposées par le socialisme en marche, parmi elles, le travail, l'émancipation, le savoir, le culte de la famille. Elles sont le résultat d'un travail titanesque exécuté en grande partie par l'atelier des disciples de Jules Biesbroek.

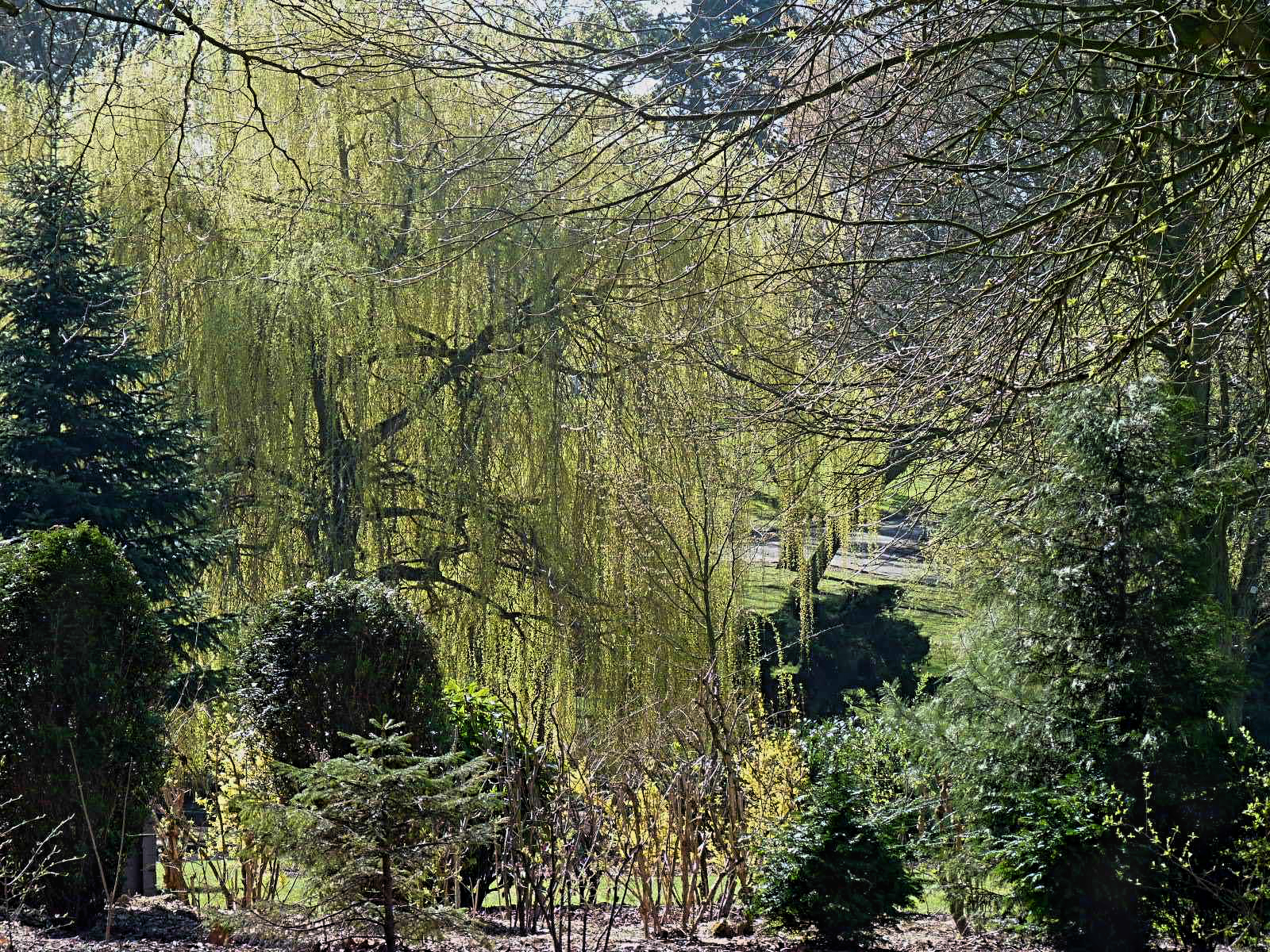
Vue printanière du parc de Mouscron.

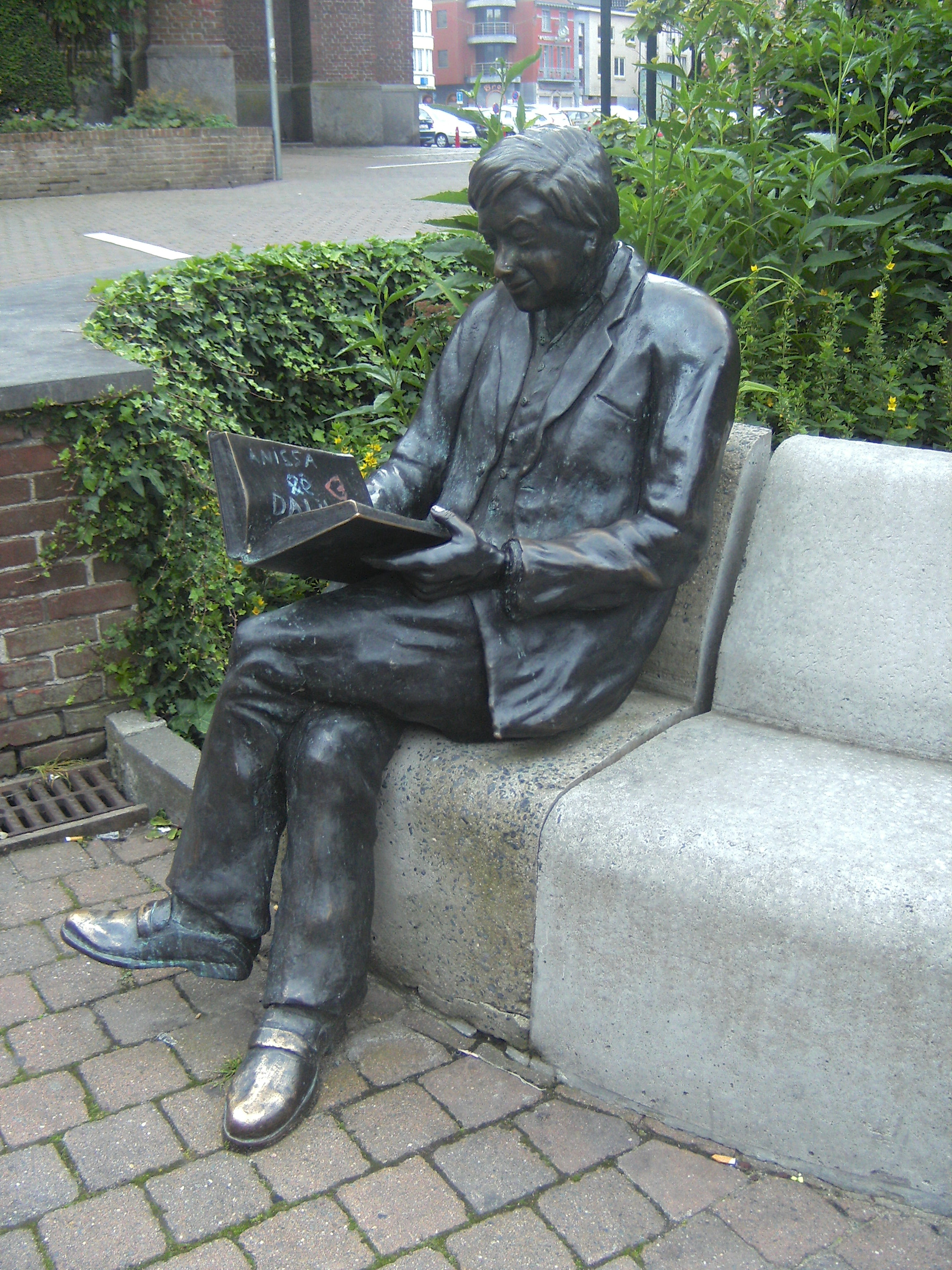
Le lecteur par Osvaldo Parise.

- La Rénovation urbaine (L'Espace des Fontaines), au début des années 1980, une grande entreprise de revitalisation du centre urbain de Mouscron est décrétée. L'ancienne Place Verte (aménagée sur le cimetière de l'Église Saint - Barthélémy) a été recomposée et porte le nom de place Emmanuel de Neckere. Elle fait directement la jonction entre le parvis de Saint-Barthélémy et de la Grand-Place. Le dallage y est particulièrement intéressant : il représente la devise de la ville « jusqu'à porter la besace ». Une statue nommée « Le lecteur » réalisée par le sculpteur d'origine vénézuélienne Osvaldo Parise y est installée[34]. Un escalier descend, longeant la cure néogothique (fin XIXe siècle) pour arriver sur une seconde place piétonne : la place Gérard Kasiers. On remarquera, au centre de cet atrium moderne, une œuvre d'art particulièrement intéressante : la fontaine des Hurlus réalisée par le Cominois Bernard Verhaeghe en 1987.

- Le Centre administratif est un bâtiment en forme d’ellipse, il est situé dans le centre-ville et est construit sur six niveaux (rez-de-chaussée, sous-sol et quatre étages). Son projet s’ébauche  en 2011[35], et c’est cinq ans plus tard, le 23 juin 2016 qu’a lieu l’inauguration de l’édifice. Une partie importante des services communaux y sont regroupés[36].

- Le parc communal est considéré comme l'un des plus beaux de la région[37]. Le parc de Mouscron abrite sur une surface de 7 ha 36 a[15], à part une dizaine d'espèces, toutes les variétés plantables sous le climat local. Il est créé en 1926, son emplacement était anciennement un terrain marécageux, c'est le 1er décembre 1929 que le premier arbre y fut planté. Le kiosque est construit en mai-juin 1938[31]. Le parc fut inauguré le 17 juillet 1932 par Fernand Cocq, Ministre de la Justice[38].

- Le dispensaire Reine Astrid, établissement médical commandité pour lutter contre la tuberculose, réalisé par l'architecte mouscronnois Marcel Hocepied entre 1937 et 1938 est de style du Mouvement moderne et Art déco.

### Folklore

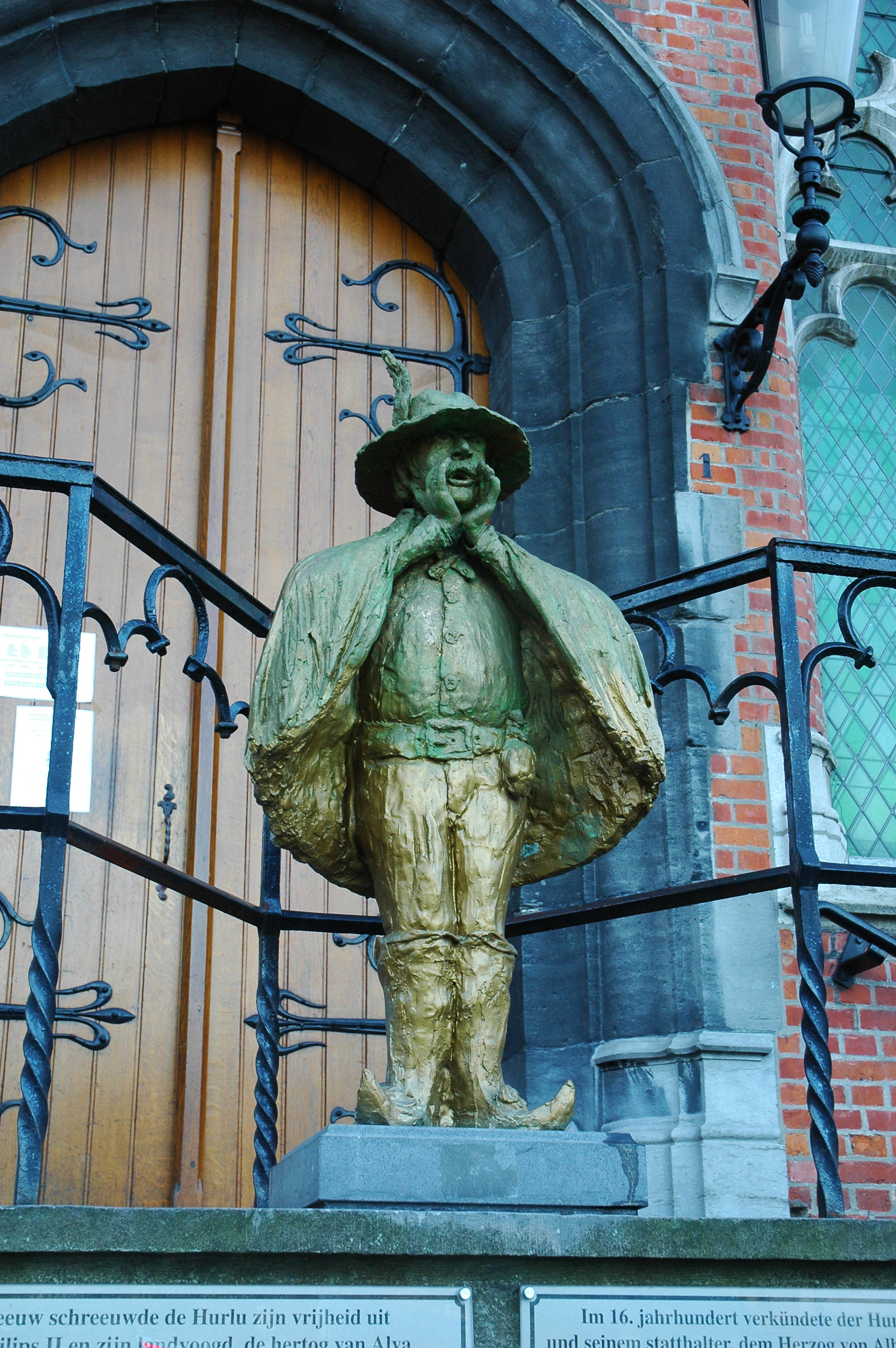
Le Hurlu ornant le perron de l'hôtel de ville.

La Fête des Hurlus, créée en 1973 pour maintenir le folklore et donner un coup de pouce au commerce, se déroule au début du mois d'octobre. Elle débute le vendredi soir par le cortège des allumoirs. Venus des quatre coins de Mouscron, des centaines d'enfants costumés de la tête aux pieds, se donnent rendez-vous sur la Grand-Place. Les enfants sont accompagnés par des fanfares, musiciens, et autres groupes folkloriques. À l'unisson, ils déambulent dans les rues de la cité, chantant le refrain de l'hymne du jour : « Vivent les allumoirs, ma mère, vivent les allumoirs. On les allume quand il fait noir, Vivent les allumoirs ! ».

Le samedi matin, tous les habitants gagnent le centre-ville, à la rencontre des groupes folkloriques, des majorettes, des commerçants ambulants, des musiciens et des artisans. Un concours géant de pétanque y est organisé tous les ans. C'est le samedi qu'a lieu le Cortège Historique dans les rues de la ville. Il est centré sur deux éléments légendaires majeurs : l’enlèvement du Curé Adins, poursuivi par les Hurlus alors qu’il sortait du château, montrant ainsi sa soumission au pouvoir, le curé se réfugie dans le clocher de son église dont il sera délogé par les Hurlus.

Deuxième évènement : la présence espagnole, à l’espace des Fontaines, le combat entre Don Ferrante de la Plancha y otros barrios et le chef des Hurlus à travers cinq épreuves d’adresse et de spectacle. Si le Hurlu l’emporte, le cortège jettera à la population des clopinettes, petites poupées Hurlus boiteuses censées protéger celui qui les détient contre la grosse tête.
La fête bat au rythme des tambours et des trompettes, jusqu'au dimanche où se situe un épisode majeur de la fête quand, sur la Grand-Place, du haut d'une longue échelle a lieu le "lancer des Hurlus" vers des milliers de mains tendues.

### Musées
- Musée de Folklore Léon Maes; le Musée de Folklore mène le visiteur au gré de la vie transfrontalière entre 1850 et 1950. Outre ses collections, le Musée propose également de nombreuses animations, des stages, des ateliers, des découvertes du patrimoine immatériel, cinq parcours audio-guidés et un centre de documentation très fouillé sur l'histoire, la vie quotidienne et le patrimoine Mouscronnois. Inauguré en 1954, il déménage en 2019 dans un nouveau bâtiment qui reçoit plusieurs prix d'architecture. Il abrite des collections sur la vie quotidienne et les traditions locales entre 1850 et 1950[réf. nécessaire].
- Café-musée Wap Doo Wap; Juke-box d’époque, déco sixties, affiches, pochettes de disques, photos y ressuscitent cette époque glorieuse de la musique Yé-Yé dont Mouscron fut un peu la capitale. Ce lieu n’évoque pas seulement le passé. Il donne l’occasion à des groupes anciens ou plus récents de s’y produire régulièrement en direct.
- Centre Marcel Marlier, dessine-moi Martine; dans une annexe du château des comtes[41].

### Principaux lieux de culture et d'expositions

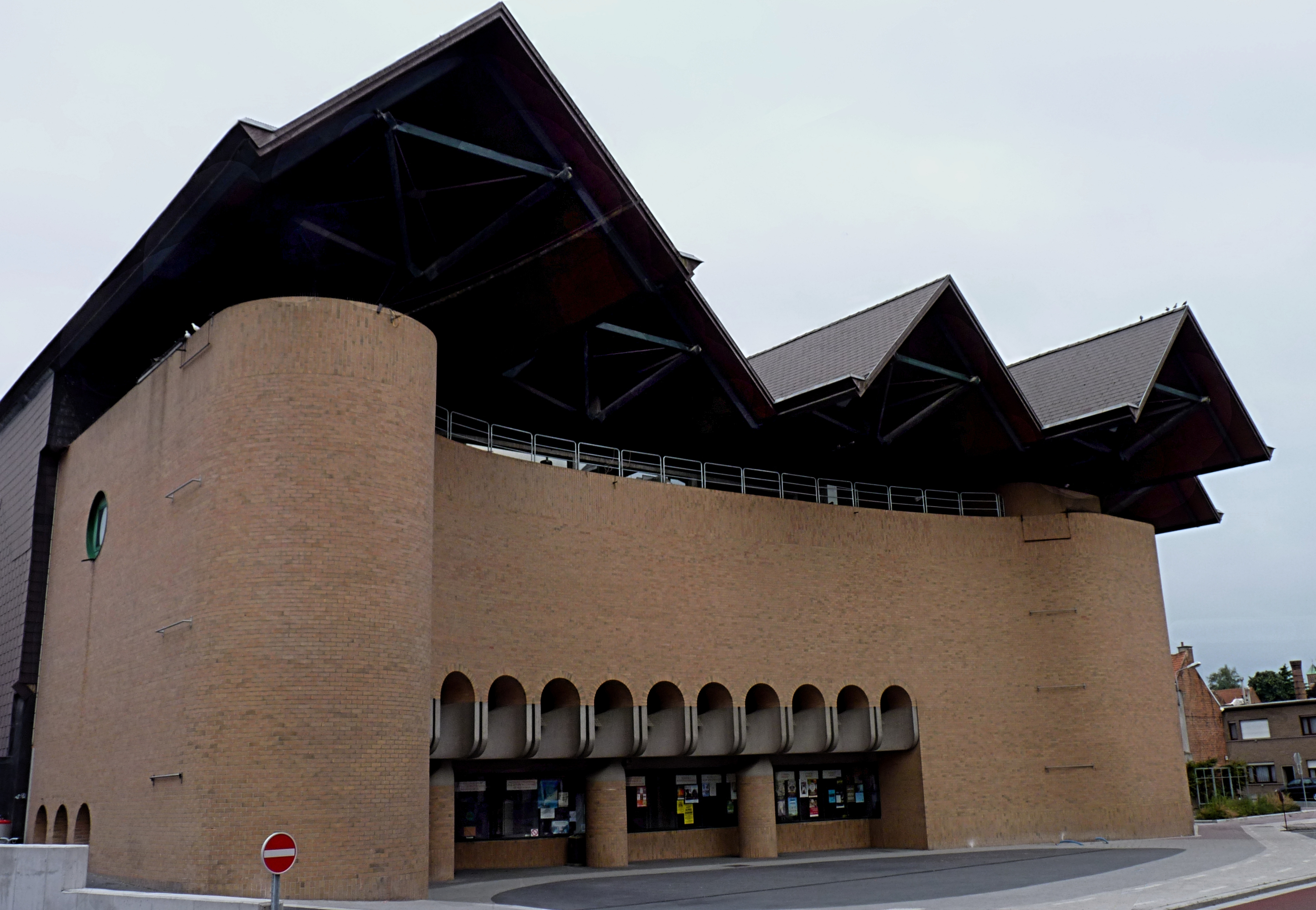
Le centre Marius Staquet.

- L'ancienne piscine communale (musée des Beaux-Arts) ; d'un style inspiré du « Bauhaus bateau », c'est une architecture claire et fonctionnelle, caractérisée par des lignes horizontales harmonieuses, des briques ocre et un grand lanterneau en verre. Le lieu abrite des manifestations artistiques provisoires.
- Le Centre Marius Staquet ; le lieu est un ensemble architectural moderne. Il est composé principalement de trois lieux : le théâtre Raymond Devos, l’auditorium André Demeyère et l’espace Jacques Brel (vaste salle d'exposition de 1 000 m2 de plain-pied polyvalente. C'est une salle qui marie très bien le bois et l'acier. Le vert, omniprésent jusque dans la charpente, rappelle la verdure du petit parc situé face à la verrière du centre).
- Bibliothèque publique.
- Académie de Musique ; théâtre, danse et beaux-arts.
- Centr'expo ; salon d'expositions, de foires et de divers événements.
- Factory studio ; salle de concerts, de spectacles et d'expositions, studio photo.
- El bar ; bar alternatif, salle de concerts.
- Studio RQC (Radio qui chifel) ; radio libre de la région de Mouscron.
- Espace Citoyen « De l’Aut’Côté » ; exposition, spectacles, conférences, débats et ateliers y sont organisés régulièrement.

### Événements récurrents et festivités locales
- Festival à Cloche-scène ; festival de spectacles pour enfants durant les vacances de Pâques.
- Tournoi d'éloquence, avril.
- Salon « Génération Collections », bourse internationale de collectionneurs, avril.
- Salon du livre et de la BD, dernier week-end d'avril.
- Century Festival, premier week-end de mai[42].
- Festival Cités Métisses, Mont à Leux, mi-mai
- Marché aux fleurs de l’Ascension, jeudi de l’Ascension (fin mai - début juin).
- Venise à Mouscron, défilé vénitien, début juin, tous les 2 ans.
- Festival Mouscr'on the Rock, fin juin.
- Nuit du Compas, fin juin
- Fête du Toubac à Herseaux, (le 2e week-end de juillet) surtout connu pour sa braderie-brocante du lundi.
- Fête nationale du parc, 21 juillet.
- Ducasse de la rue de Menin (fin août - début septembre), surtout connue pour sa brocante du premier dimanche de septembre.
- Fête de la main de Dottignies, septembre.
- 24H en course libre, dernier week-end de septembre.
- Festival Trianglaïrock ; fête de la musique de Mouscron organisée par les jeunes FGTB de Mouscron en partenariat avec la braderie des commerçants du centre-ville de Mouscron, de septembre à juin.
- Fête des Hurlus, premier week-end d'octobre.
- Salon des Antiquaires, novembre.
- Mouscron sur glace, durant près d'un mois, un marché d'artisans et une patinoire sont installés dans le centre de la ville pour les fêtes de fin d'année.
- Week-end MUCO, chaque année le week-end de la Pentecôte. Tournoi de football, repas, rallye automobile, promenade cycliste, tournoi de pétanque, etc. Organisé en faveur de l'Association mouscronnoise de lutte contre la mucoviscidose (AMCM).

### Musique

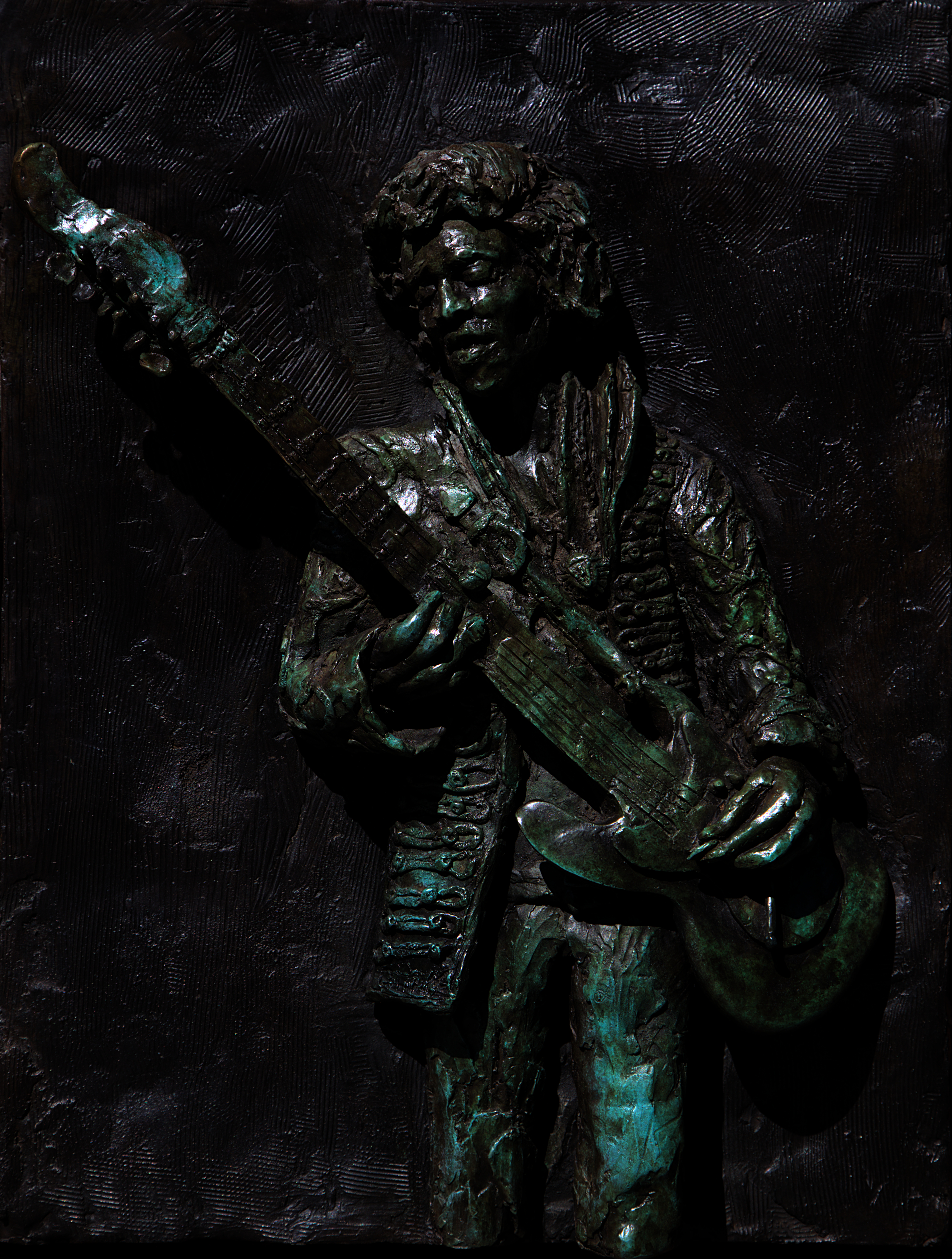
Bas-relief en hommage à Jimi Hendrix sur la façade de l’ancien Twenty.

Mouscron a été des années 1960 à 1980 un lieu d'où bon nombre de tubes et musiques populaires ont fait leur apparition. Notamment grâce à l'éditeur-producteur Marcel De Keukeleire et Jean Van Loo. Les studios artistiques et de production de Mouscron (principalement l'arrière-boutique du magasin de disque de Marcel De Keukeleire, situé rue de La Marlière) ont fourni les hit-parade du monde entier avec des artistes tels que: Chocolat's (Brasilia Carnaval), Patrick Hernandez (Born to Be Alive), Amadeo (Moving Like A Superstar), J.J. Lionel (La Danse des canards) et le groupe Crazy Horse, composé en partie de Mouscronnois. Un documentaire d'Olivier Monssens a été réalisé en 2004 sur l'œuvre de De Keukeleire : « Marcel Superstar ».
Le 5 mars 1967, Jimi Hendrix a donné son seul concert en Belgique à Mouscron, au Twenty (Relais de la Poste). Lieu où de nombreux groupes désormais célèbres se sont produits dans les sixties, parmi lesquels : The Animals, The Small Faces, The Kinks, The Yardbirds, Gene Vincent,The Moody Blues. Ces derniers s'étaient d'ailleurs exilés à Mouscron pour l'écriture de l'album « Days of Future Passed » en 1967. Un clin d'œil à la ville sera également fait en 1978 dans la chanson « Top rank suite » de l'album Octave avec cette phrase : « They played a good game of football in Mucron ». Les Moody Blues étant des fans de football, ont certainement un souvenir ayant un rapport avec le football à Mouscron. Souvenir quelque peu flou au moment de l'écriture au vu de l'orthographe de « Mucron ».
La légende veut que Madonna ait séjourné à Mouscron en 1979, séjour qui fut l'initiative de Jean Van Loo et Patrick Hernandez, qui l'avaient repérée lors d'un casting à New-York et souhaitaient lui proposer des chansons pour faire d'elle une star. Chansons qu'elle refusera, car trop « commercial ».

La chanteuse américaine se serait inspirée d'une chanson du Mouscronnois Salvatore Acquaviva pour l'écriture de son titre « Frozen » 19 ans plus tard. En 2005, Madonna est accusée de plagiat par le compositeur belge au Tribunal de Mons. Le tribunal décida que plusieurs mesures des deux chansons sont identiques. La diffusion du titre est désormais interdite sur les télévisions et radios belges. Madonna a toujours démenti s'être rendue à Mouscron.
Le début de la chanson « Les Bourgeois » de Jacques Brel, « Le cœur bien au chaud, les yeux dans la bière, chez la grosse Adrienne de Montalant », fait référence à Adrienne du Mont-à-Leux (quartier de Mouscron), la tenancière d'un café populaire du quartier à l'époque. Le nom ayant été modifié pour faciliter la rime.

## Sport
- La ville a eu un club de football évoluant en division 1 belge depuis la saison 1996-1997 jusqu'au 28 décembre 2009, date de son dépôt de bilan : le Royal Excelsior Mouscron. Un nouveau club est reparti de promotion (division 4 belge) sous le nom de Royal Excel Mouscron (anciennement "Royal Mouscron-Péruwelz") en 2010 et évoluait en division 1, puis en division 2 entre 2021 et 2022 dans le stade Le Canonnier. Le club avait un centre d'entraînement et de formation : le Futurosport, créé lors de la saison 1997-1998. Le 31 mai 2022, il est déclaré en faillite par son conseil d'administration[47].
- Le MMB Mouscron est une école de full-contact (kick boxing) et karaté contact qui évolue en élite internationale (championnat du Monde et championnat d'Europe); http://gaetanvanneste.wix.com/mmbmouscron
- Le Handball Club Mouscron évolue depuis 2010-2011 en ligue Brabant-Hainaut. Le club a déjà obtenu à plusieurs reprises le prix du Mérite Sportif de la ville.
- La ville abrite également un club de water-polo, le Royal Dauphins mouscronnois, champion de Belgique à 12 reprises et détenteur de 5 coupes de Belgique.
- Le club de Futsal Squadra Mouscron, créé en 2000, évolue en division 1 nationale. Le club a déjà remporté plusieurs titres nationaux et provinciaux, championnat et coupes. Il évolue au hall des sports de Dottignies. Le club a également une école de jeunes qui a obtenu à plusieurs reprises le prix du mérite sportif dans plusieurs catégories. La Squadra Mouscron organise depuis plus de huit ans son grand tournoi international pour les catégories jeunes, avec plus de dix pays étrangers. Des clubs prestigieux y ont déjà participé comme Benfica, Split, Palma, Rome, Paris, Fribourg, etc.

## Jumelages
La ville est jumelée avec :
- Barry (pays de Galles) (Royaume-Uni)
- Tourcoing (France)
- Fécamp (France)
- Rheinfelden (Allemagne)
- Liévin (France)

## Personnalités nées à Mouscron
(Par ordre chronologique)

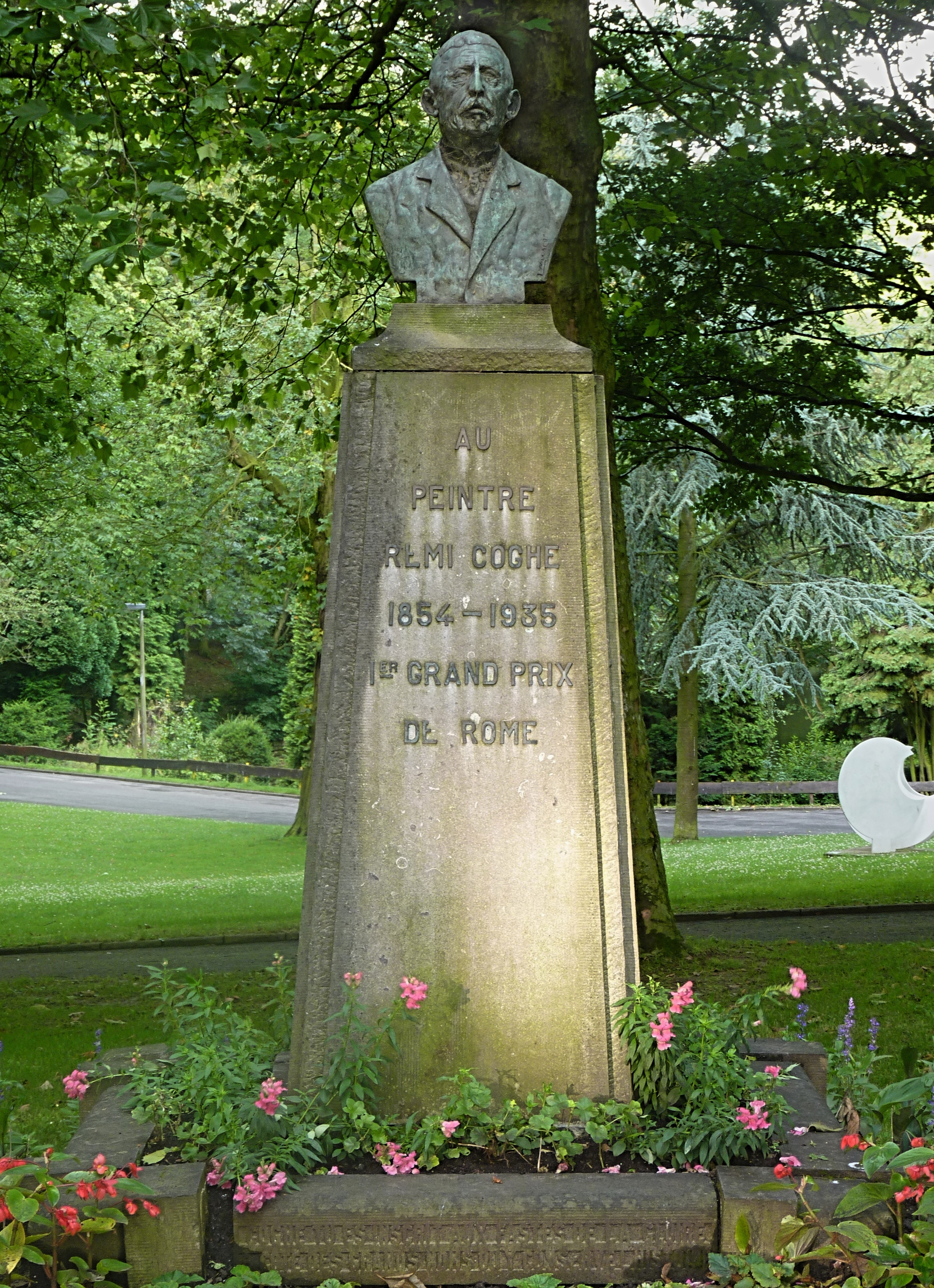
Monument dédié à Rémy Cogghe (né Rémi Coghe) dans le parc communal.

- Charles Marie Schilling (1835-1907) barnabite mort à Mouscron.
- Alphonse Glorieux (1844-1917), premier évêque de Boise (Idaho, États-Unis), né à Dottignies.
- Rémy Cogghe (1854-1935), peintre.
- Flore Bracaval (1861-1935), religieuse.
- Ernest Cracco (1864-1944), peintre.
- Gustave Fache (1879-1932), architecte.
- Yvonne Hubert (1895-1988), pianiste.
- Noël Declercq (1912-1945), coureur cycliste.
- Charles Schepens (1912-2006), ophtalmologue et résistant.
- Adrien Fache (1920 - Forest, 2013) : agent de renseignement et résistant lors de la Seconde Guerre mondiale
- Marcel De Keukeleire (1922-1986), éditeur et producteur de musique.
- Raymond Devos (1922 - Saint-Rémy-lès-Chevreuse, Yvelines, France 2006), humoriste et acteur français.
- Paul Taildeman (1929-2007), coureur cycliste.
- Marcel Marlier (1930-2011), illustrateur, dessinateur de Martine, né à Herseaux.
- Mireille Cottenjé (1933-2006), écrivaine.
- Renaud Denauw (1936), dessinateur de bande dessinée.
- Jean-Pierre Detremmerie (1940-2016), personnalité politique.
- Bernard Van De Kerckhove (1941-2015), coureur cycliste belge.
- André Waignein (1942-2015), trompettiste et compositeur.
- Jacques Mercier (1943), homme de télévision et de radio, écrivain.
- Régis Ghesquière (1949 -2015), décathlonien qui a participé aux jeux olympiques de Munich et de Montréal[48].
- Martine Barbe (1950), championne de Belgique de natation (66-67-68)[réf. nécessaire].
- Christiane Vienne (1951), personnalité politique.
- Jean-Luc Vandenbroucke (1955), cycliste, directeur sportif.
- Stéphane Pauwels (1968), recruteur, chroniqueur et polémiste sportif.
- Philippe Adams (1969), pilote automobile.
- Frank Vandenbroucke (1974-2009), cycliste.
- Gaëtan Vanneste (1974), champion de Belgique de karaté full contact, vice-champion d'Europe de karaté contact, Échevin des Sports (2006-2012)[réf. nécessaire].
- Benoît Zwierzchiewski (1976), marathonien français.
- Louis-Philippe Loncke (1977), aventurier et explorateur[49].
- Steed Malbranque (1980), footballeur.
- Élise Crombez (1982), mannequin.
- Fabian Le Castel (1986), humoriste belge.
- Maxime Lestienne (1992), footballeur belge évoluant au Lion City Sailors Football Club.
- Fantine Harduin (2005), actrice belge.

## Galerie

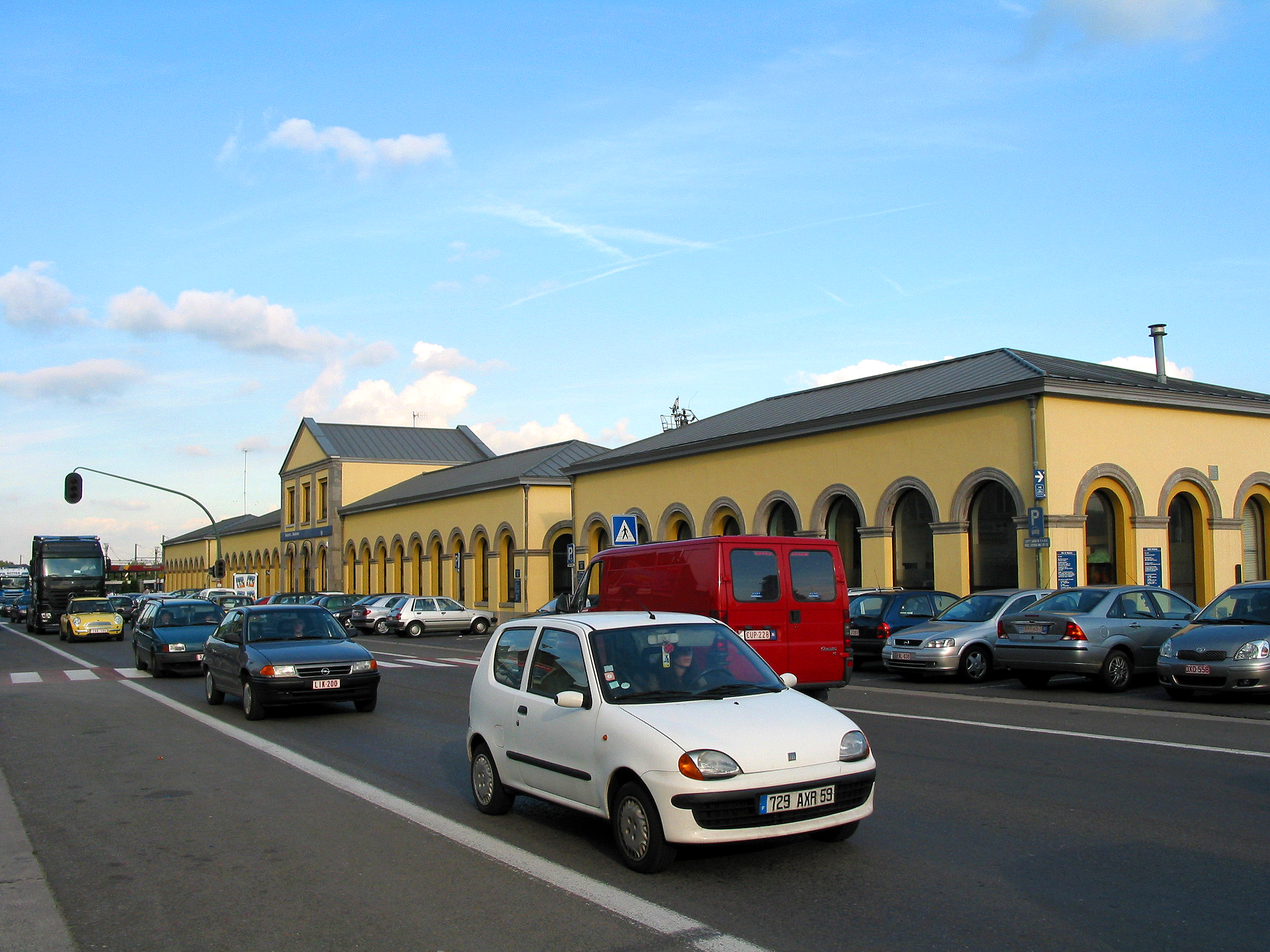
La gare du chemin de fer de Mouscron.
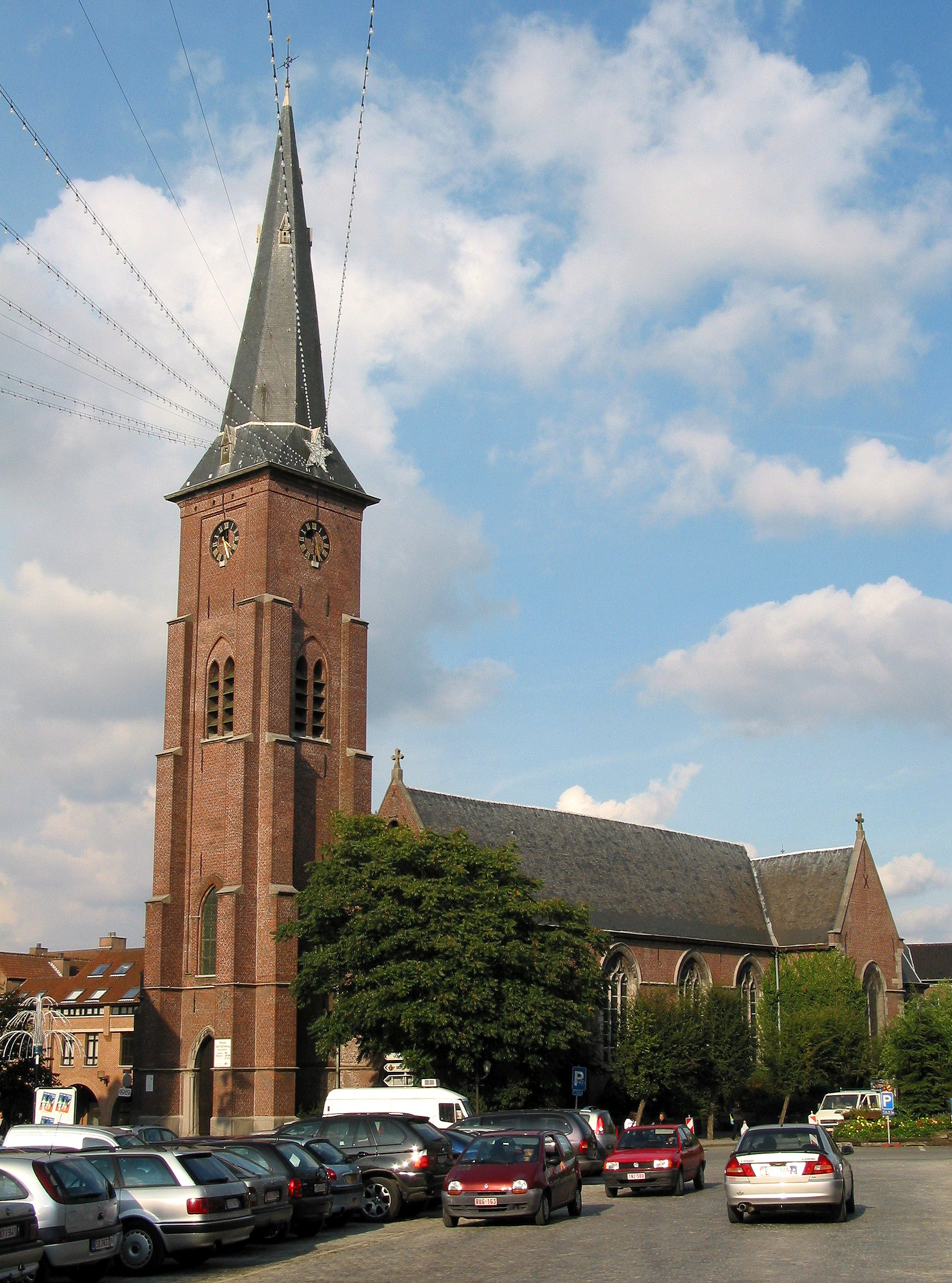
L'église Saint-Barthélémy.
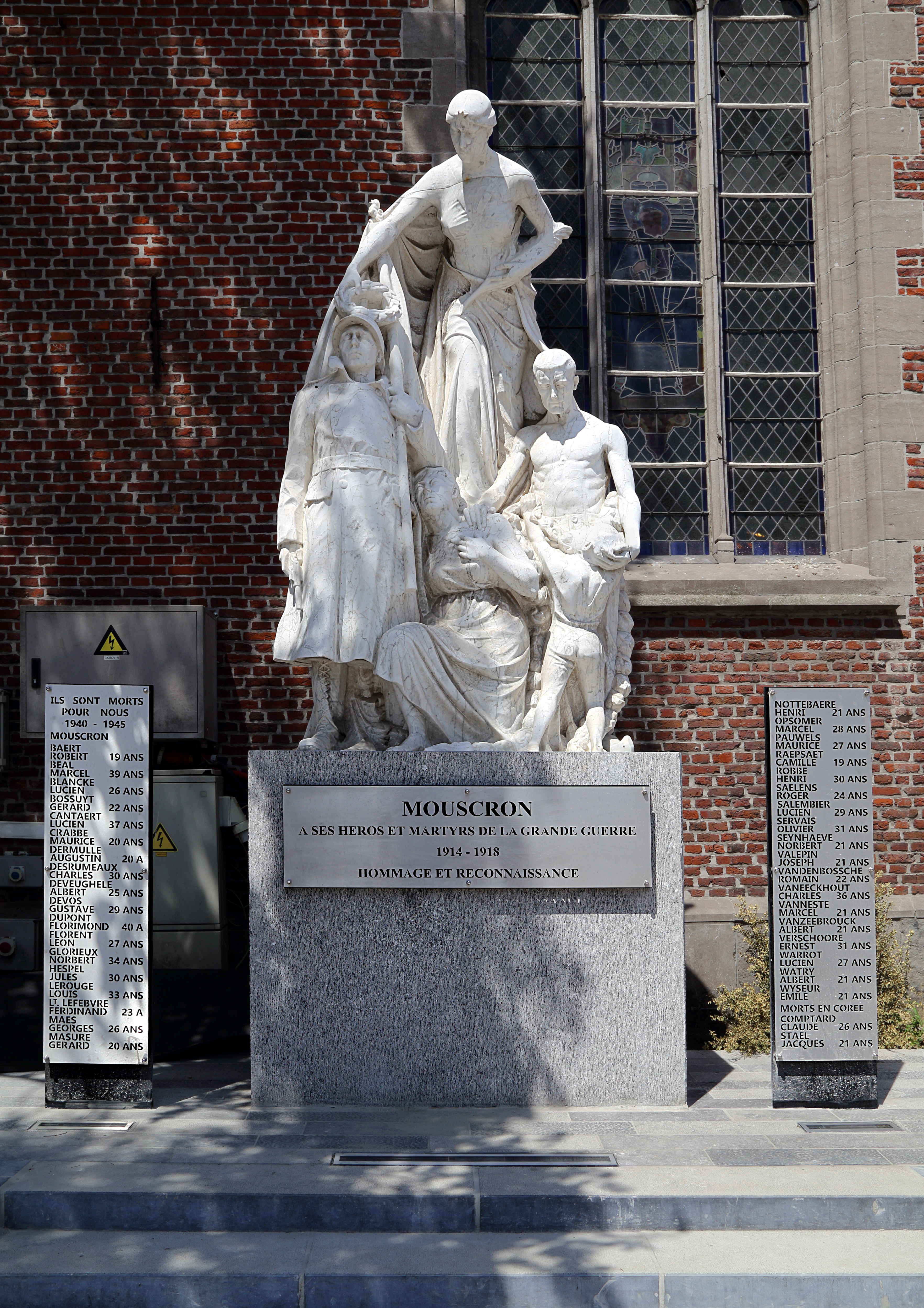
Grand-Place, monument aux héros et martyrs de la guerre 1914-1918.
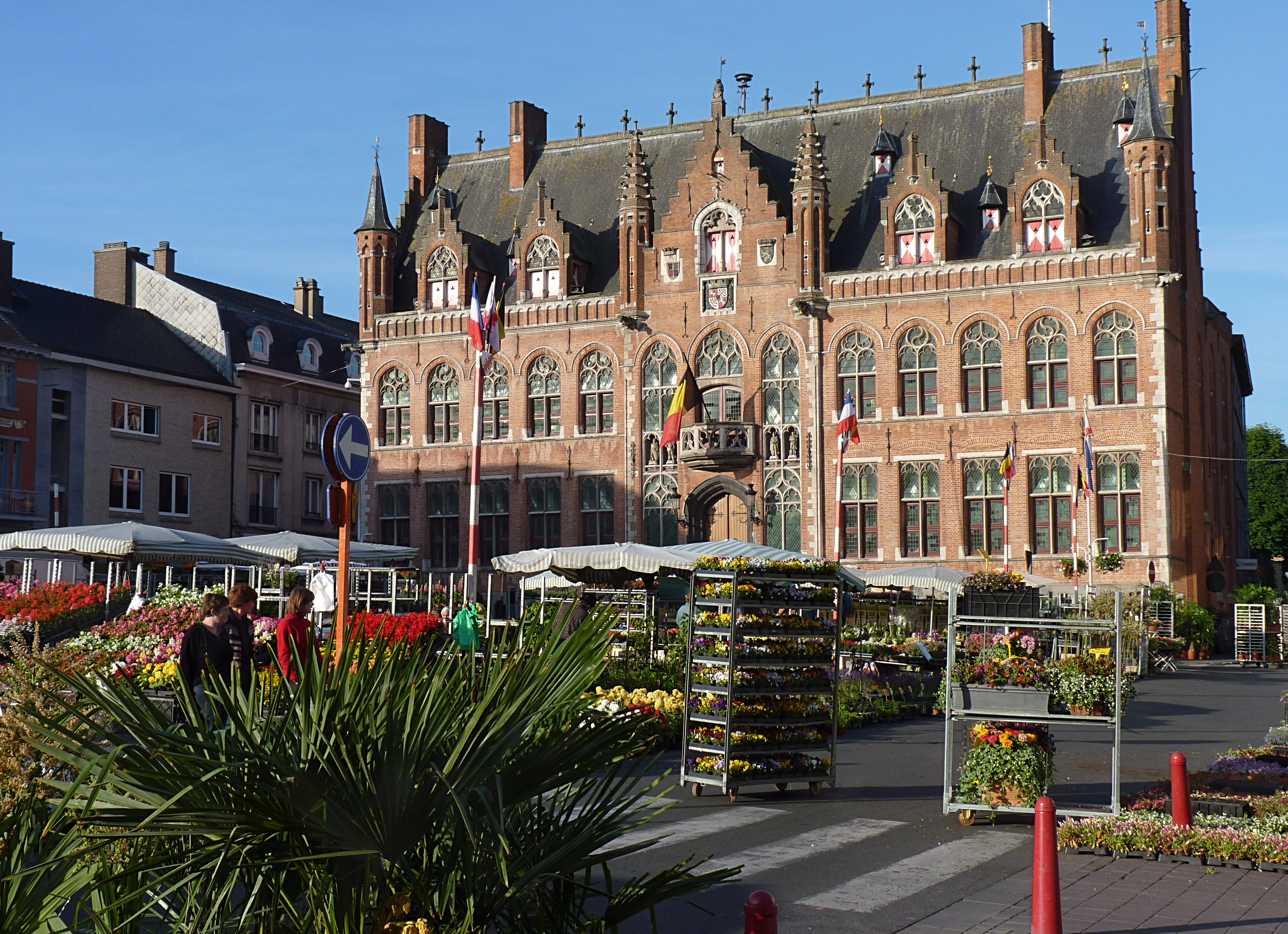
Marché aux fleurs le jeudi de l'Ascension.
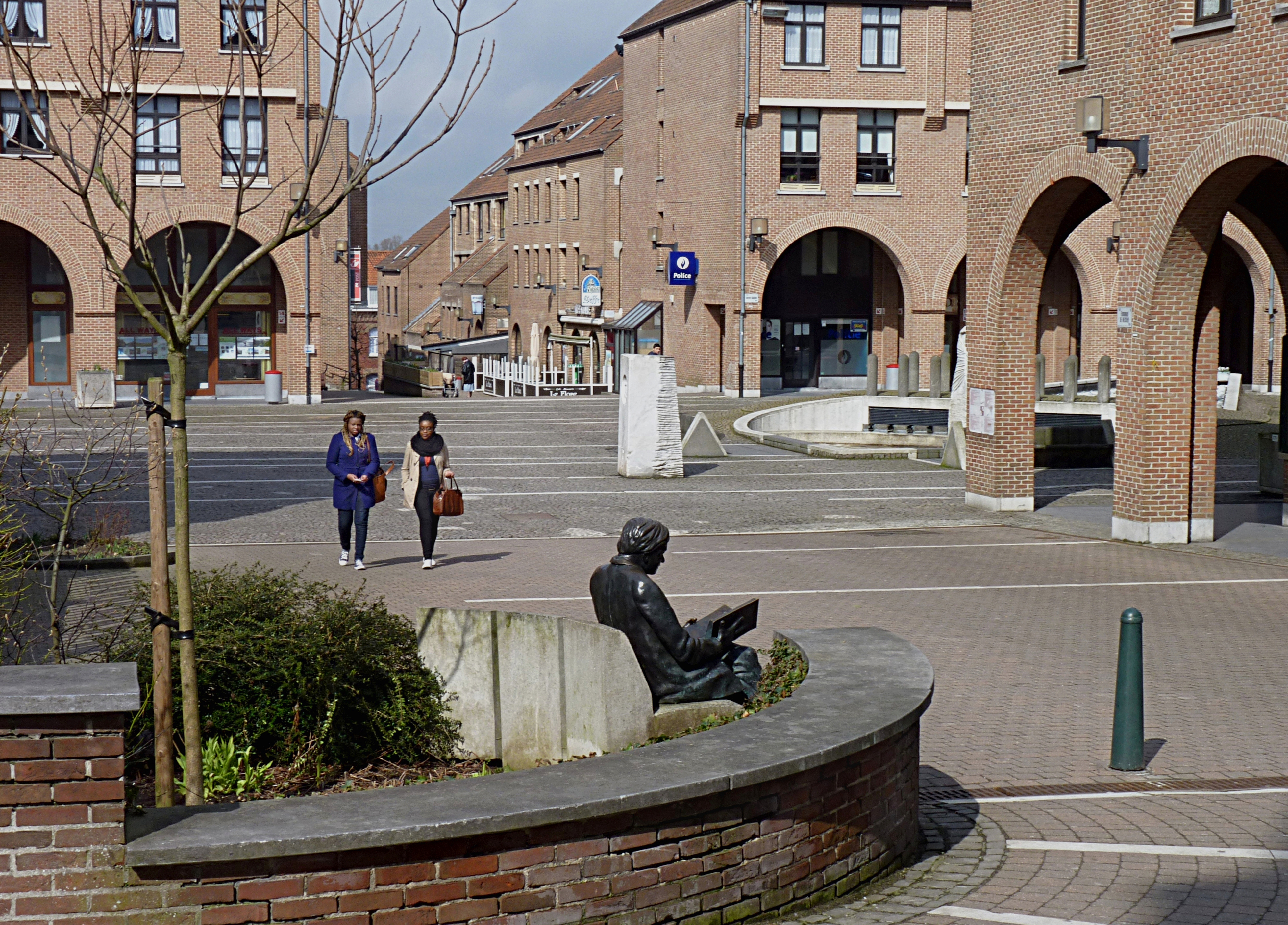
La place Emmanuel de Neckere.
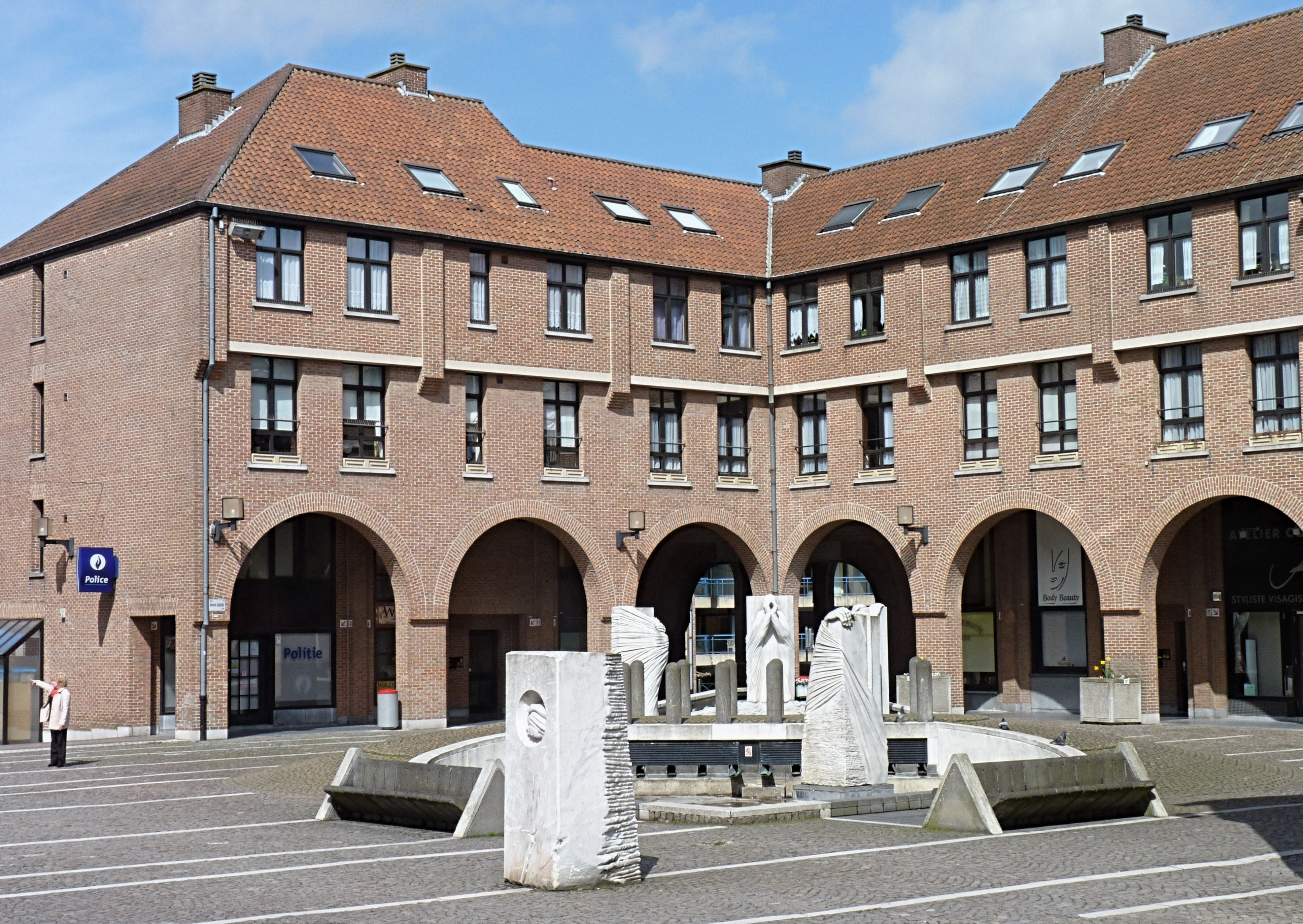
La place Gérard Kasiers.
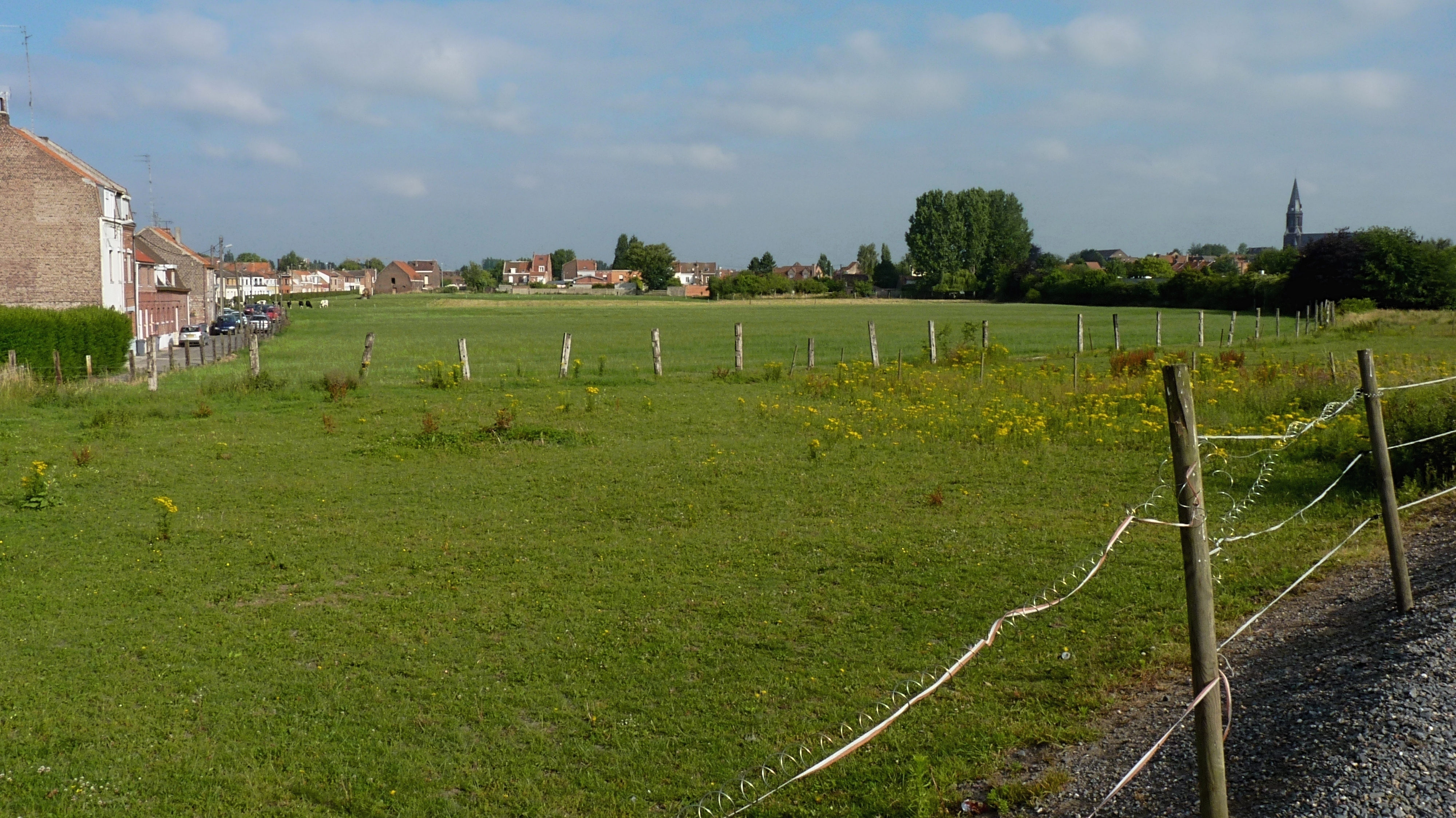
La France, toute proche.
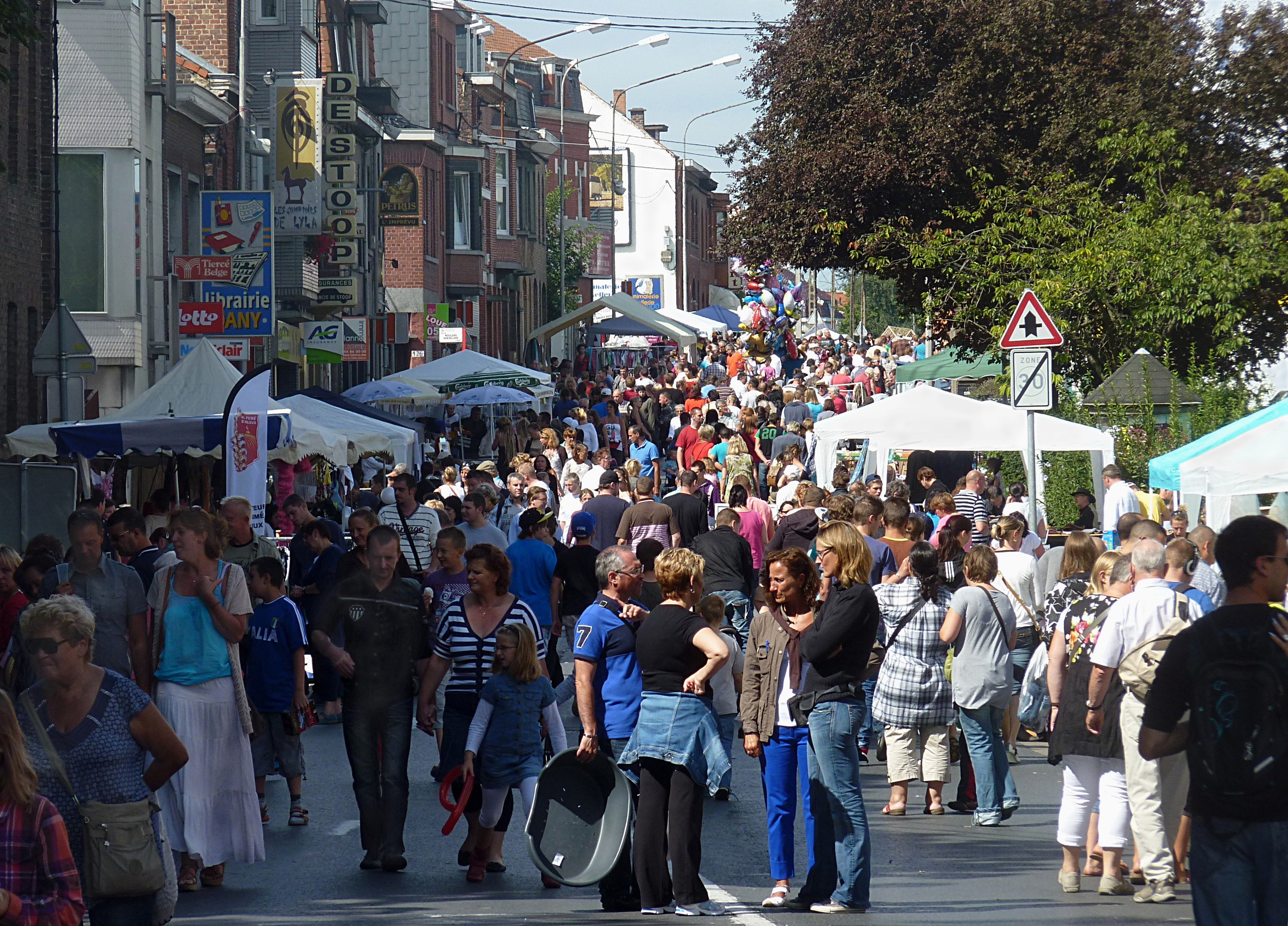
La brocante annuelle de la rue de Menin.